# VfL Osnabrück

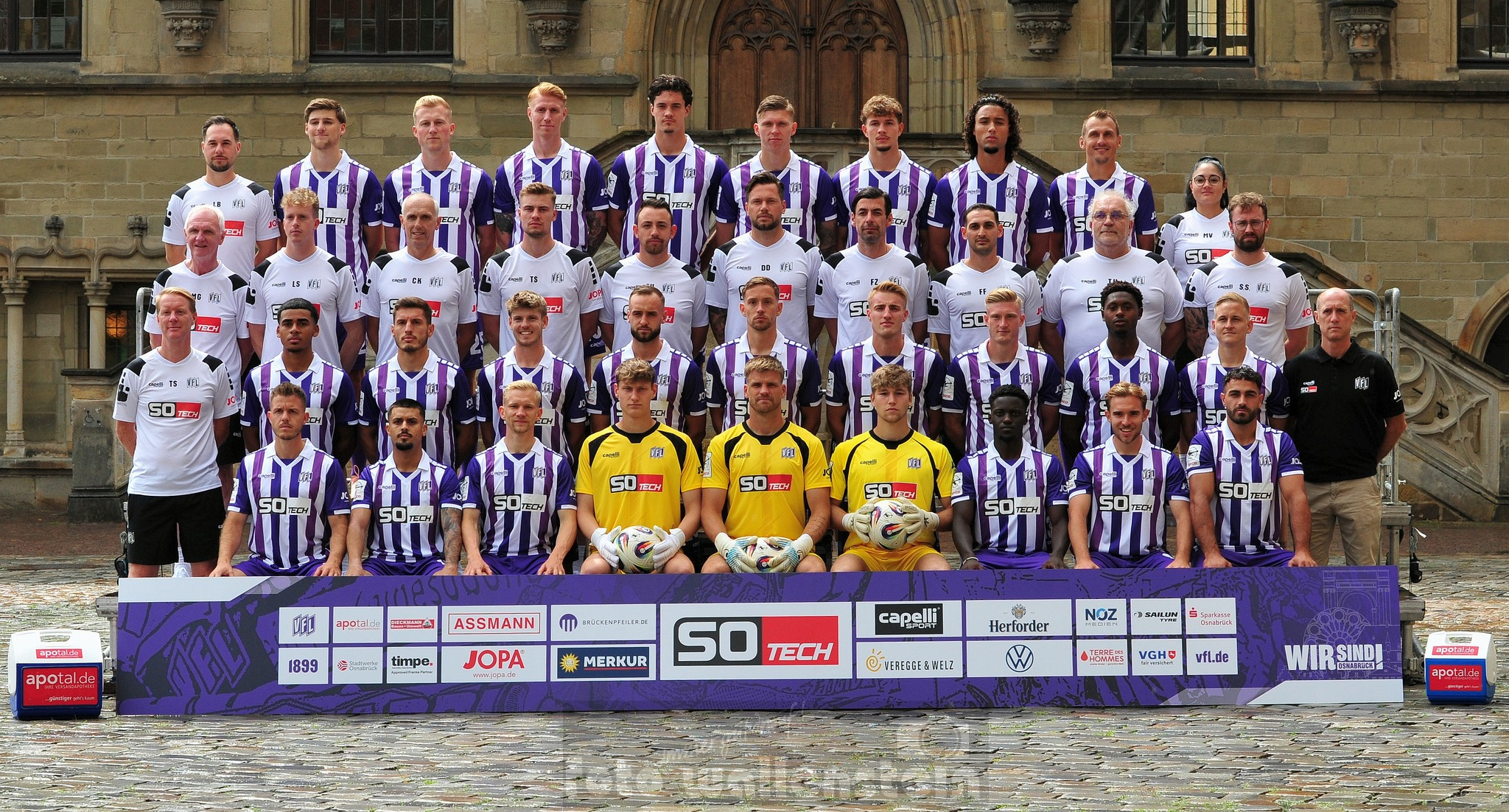
Mannschaftsfoto des VfL Osnabrück Saison 2025/26

Der VfL Osnabrück (Verein für Leibesübungen von 1899 e. V. Osnabrück) ist ein Sportverein aus der niedersächsischen Stadt Osnabrück. Zum Stichtag 1. Januar 2025 hatte er 8.785 Mitglieder und war damit der mitgliederstärkste Sportverein der Stadt.
Bekannt ist der Verein heute vor allem für seine Profifußballmannschaft, die in der Saison 2024/25 in der 3. Liga spielt. Die Mannschaft wurde, zusammen mit Teilen des Nachwuchsbereichs, zum 16. Mai 2013 in die VfL Osnabrück GmbH und Co. KGaA ausgegliedert. Neben Fußball werden im Verein die Sportarten Gymnastik, Schwimmen und Tischtennis angeboten. Eine seit 1932 bestehende Tennisabteilung hat sich 1991 unter dem Namen TC VfL Osnabrück e. V. verselbstständigt, ist jedoch weiterhin korporatives Mitglied im Stammverein. Die Basketballabteilung des VfL, die 1969 mit der deutschen Meisterschaft ihren größten Erfolg feiern konnte, stellte 2016 aus Altersgründen ihren Spielbetrieb ein und wurde 2017 aufgelöst.

## Fußball

### Geschichte

#### Vorgängervereine und Zusammenschluss zum VfL (1899 bis 1924)
Gegründet wurde der erste Fußballverein in Osnabrück am 17. April 1899 unter dem Namen FC 1899 Osnabrück aus den drei Straßenfußballmannschaften Germania, Minerva und Antipodia. Gründungsvorsitzender war der Zigarrenfabrikant August Wessel. Dieser Verein absolvierte im Jahr 1900 das erste erfasste Fußballspiel einer Osnabrücker Mannschaft gegen FC Brema Bremen (1:1). 1906 kam es zum ersten Spiel gegen eine ausländische Mannschaft. Gegen Tubantia Hengelo aus den Niederlanden spielte man 3:2. Zu dieser Zeit war der beste Fußballverein Osnabrücks jedoch der 1902 gegründete FC Teutonia Osnabrück, der dreimal die Bezirksmeisterschaft gewinnen konnte. Der FC Olympia Osnabrück, gegründet 1903, erreichte 1911 das Halbfinale der westdeutschen Fußballmeisterschaft, auch der Osnabrücker Ballspielverein 05 konnte bereits 1911 die Bezirksmeisterschaft gewinnen. Nach dem Ersten Weltkrieg fusionierten der FC Teutonia und der FC Olympia zu Spiel und Sport Osnabrück. Dieser Zusammenschluss war zunächst eine Abteilung unter dem Dach des Osnabrücker TV und wurde im Rahmen der Reinlichen Scheidung ein eigenständiger Verein, der 1922 westfälischer Vizemeister hinter Arminia Bielefeld wurde. 1920 fusionierten die Rivalen FC 1899 und der Osnabrücker Ballspielverein von 1905 zum Ballspielverein Osnabrück von 1899 (BVO), der in der Gauliga Westfalen spielte. Höhepunkte waren damals die Duelle gegen den Lokalrivalen Spiel und Sport. Im April 1924 vereinigten sich schließlich der Ballspielverein von 1899 und Spiel und Sport zunächst unter dem Namen Spiel und Sport als eigenständiger Verein; nach einem Jahr wurde der Name jedoch in Verein für Leibesübungen Osnabrück, kurz VfL Osnabrück geändert. Im Jahr 1934 wurde dem Vereinsnamen das Gründungsjahr 1899 hinzugefügt.

#### Erste Jahre nach dem Zusammenschluss (1924 bis 1939)
| Saison  | Liga                               | Platz0 | Tore   | Punkte |
| ------- | ---------------------------------- | ------ | ------ | ------ |
| 1924/25 | Westfalengau                       | 2.     | 60:13  | 24     |
| 1925/26 | 1. Bezirksklasse Westfalen         | 2.     | 111:41 | 46     |
| 1926/27 | 1. Bezirkskl. Westfalen, Gr. Ost   | 5.     | 25:23  | 13     |
| 1927/28 | 1. Bezirkskl. Westfalen, Gr. West  | 7.     | 32:44  | 11     |
| 1928/29 | 1. Bezirkskl. Westfalen, Gr. West  | 2.     | 43:34  | 17     |
| 1929/30 | Bezirksliga Westfalen              | 3.     | 34:23  | 17     |
| 1930/31 | Bezirksliga Westfalen, Gr. West    | 9.     | 28:52  | 10     |
| 1931/32 | Bezirksliga Westfalen, Gr. West    | 10.0   | 41:49  | 15     |
| 1932/33 | Bezirksliga Westfalen, Gr. West    | 9.     | 23:48  | 10     |
| 1933/34 | Bezirksliga Niedersachsen, Gr. Süd |        |        |        |
| 1934/35 | Bezirksliga Niedersachsen, Gr. Süd | 01. ▲  | 49:18  | 27     |
| 1935/36 | Gauliga Niedersachsen              | 011. ▼ | 26:53  | 5      |
| 1936/37 | Bezirksliga Niedersachsen, Gr. Süd | ▲      |        |        |
| 1937/38 | Gauliga Niedersachsen              | 2.     | 37:16  | 28     |
| 1938/39 | Gauliga Niedersachsen              | 1.     | 46:11  | 28     |

Durch die Konzentration des Fußballs in Osnabrück auf den VfL konnte der Verein schnell zum Rivalen von Arminia Bielefeld im Westfalengau der westdeutschen Fußballmeisterschaft, später 1. Bezirksklasse Westfalen, aufsteigen. Im Jahr 1925 spaltete sich der SC Rapid Osnabrück vom VfL ab. Anlass dafür waren unter anderem interne Meinungsverschiedenheiten, bedingt durch die alte Rivalität zwischen den Gründungsvereinen sowie unterschiedliche Auffassungen für die Breite des sportlichen Angebotes. Der 29. Juni 1925 ist das offizielle Gründungsdatum des SC Rapid. Ansässig war der Verein im Osnabrücker Stadtteil Schinkel. Als Vereinsfarben des SC Rapid wählten die Gründer die Farben, die schon zuvor im Ballspielverein von 1899 präsent gewesen waren: Lila und Weiß. 1925 und 1926 konnte die Mannschaft des VfL jeweils die westdeutsche Endrunde der Zweiten erreichen. Höhepunkt war bis dahin ein 3:2-Sieg gegen Fortuna Düsseldorf im Jahr 1926. Das Duell gegen Schwarz-Weiß Essen wurde live im Rundfunk übertragen. Viele Fußballtalente aus der Region spielten nun jedoch bei Rapid, wodurch der VfL an Popularität verlor und die Leistungen stagnierten. So war der VfL 1927 und 1928, gemessen an der Tabellenplatzierung, nur der zweiterfolgreichste Fußballverein Osnabrücks hinter dem Osnabrücker FV 06.
1933 scheiterte der VfL mit der Qualifikation für die neue erstklassige Gauliga. Gleichzeitig endete die Mitgliedschaft im Westfälischen Fußballverband, denn die Nationalsozialisten strukturierten die Fußballverbände neu. Der VfL wurde in den Gau Niedersachsen eingegliedert und spielte dort weiter in der Bezirksliga, die nun jedoch zweitklassig war. Erst zwei Saisons später wurde am 18. August 1935 der Aufstieg in die Gauliga Niedersachsen durch ein 4:3 gegen SV Linden 07 perfekt gemacht. Doch die Saison 1935/36 endete nach nur einem Sieg aus 20 Spielen im direkten Wiederabstieg. Zu dieser Zeit begann der VfL vor dem Hintergrund der nationalsozialistischen Ideologie damit, jüdische Mitglieder aus dem Verein auszuschließen, darunter Felix Löwenstein. 1936 wurde Osnabrück Garnisonsstadt der Wehrmacht, weshalb die Mannschaft durch Spieler aus den Kasernen verstärkt wurde. Unter anderem kam auch Matthias Billen zum VfL, der einer der erfolgreichsten Spieler im Trikot der Osnabrücker zu jener Zeit werden sollte. 1937 stieg man wieder in die Gauliga auf, in der man in der Saison 1937/38 den zweiten Platz hinter Hannover 96 erreichte. 1938 kam es unter dem Druck der Nationalsozialisten, die die Schaffung von Großvereinen forderten, zur Wiedervereinigung des VfL mit dem SC Rapid. Seit dieser Zeit spielt der VfL in Lila-Weiß. Vom SC Rapid kam auch Addi Vetter zum VfL, ebenfalls ein legendärer Osnabrücker Fußballer.
Ebenfalls übernahm der VfL das Stadion Bremer Brücke vom SC Rapid. Zunächst nutzte man weiter die bisherige Spielstätte, einen Sportplatz an der Langen Wand im Stadtteil Gartlage. Nach einer Ertüchtigung der Spielstätte wurde 1939 an die Bremer Brücke gewechselt. Auf dem Sportplatz an der Langen Wand errichteten die Nationalsozialisten anschließend ein Zwangsarbeiterlager für rund 1300 Personen. Die Gefangenen, die hauptsächlich aus der Sowjetunion stammten, mussten in den angrenzenden Osnabrücker Kupfer- und Drahtwerken (OKD) oder in der Munitionsfabrik Teuto-Metallwerke am Limberg arbeiten. Heute ist der Bereich Teil des Werksgeländes von KME, Nachfolger der OKD.
1939 gewann der Verein die Gauliga vor Hannover 96 und Eintracht Braunschweig und nahm erstmals an der Endrunde um die deutsche Meisterschaft teil. Großen Anteil daran hatte vor allem Addi Vetter, der in seiner ersten Saison 24 Tore erzielte. Jedoch durfte der VfL beim Endrundenturnier aufgrund des maroden Stadions nur ein Spiel (gegen den Hamburger SV) in Osnabrück austragen, die Spiele gegen den SV Hindenburg Allenstein und Blau-Weiß 90 Berlin wurden in Bremen bzw. Hannover ausgespielt. Schließlich erreichte man den zweiten Platz in der Gruppe 1 hinter dem HSV.

#### Kriegs- und Nachkriegszeit (1939 bis 1950)
| Saison  | Liga                         | Platz             | Tore              | Punkte            |
| ------- | ---------------------------- | ----------------- | ----------------- | ----------------- |
| 1939/40 | Gauliga Niedersachsen        | 01.               | 28:14             | 17                |
| 1940/41 | Gauliga Niedersachsen        | 01.               | 25:12             | 17                |
| 1941/42 | Gauliga Niedersachsen        | 03.               | 27:23             | 11                |
| 1942/43 | Gauliga Weser-Ems            | 08.               | 38:77             | 12                |
| 1943/44 | Gauliga Weser-Ems            | 01.               | 17:2              | 9                 |
| 1944/45 | Gauliga Weser-Ems            | nicht ausgespielt | nicht ausgespielt | nicht ausgespielt |
| 1945/46 | Stadtmeisterschaft Osnabrück | 03.               | 66:21             | 21                |
| 1946/47 | Oberliga Niedersachsen-Nord  | 02.               | 108:27            | 38                |
| 1947/48 | Oberliga Nord                | 05.               | 49:36             | 26                |
| 1948/49 | Oberliga Nord                | 03.               | 61:23             | 31                |
| 1949/50 | Oberliga Nord                | 03.               | 70:53             | 38                |

Mit dem Beginn des Zweiten Weltkriegs wurden viele Fußballer aus Osnabrück einberufen, weshalb ein geregelter Spielbetrieb während dieser Zeit kaum möglich war. Durch eine neue Regelung war es jedoch erlaubt, Gastspieler einzusetzen, wodurch ein halbwegs geregelter Ablauf der Spielzeiten gegeben war. Im Herbst 1939 verordnete Hans von Tschammer und Osten die sogenannte Kriegs-Gaumeisterschaft in zunächst örtlichen Spielklassen. Das Wort „Liga“ wurde durch die Nazis verboten, da es englischen Ursprungs war, demnach spielte der VfL anschließend in der Bereichsklasse Nord und erreichte die Endrunde um die deutsche Meisterschaft 1940; aufgrund des Krieges war das Zuschauerinteresse allerdings gesunken. Durch die immer näher rückende Niederlage Deutschlands im Zweiten Weltkrieg wurde der Ligabetrieb zur Farce. 300 Mannschaften spielten 1943 erstklassig; dies war jedoch ein großer Teil der Vereine Deutschlands, die überhaupt noch eine Elf aufstellen konnten. Die Nazis bestanden auf einer Fortsetzung des Spielbetriebs, um die Bevölkerung vom politischen Geschehen abzulenken. Da von der Saison 1944/45 keinerlei Aufzeichnungen von Ergebnissen oder Spielberichten im Raum Osnabrück erhalten sind, ist nicht bekannt, ob und inwieweit ein Spielbetrieb stattfand.
Am 28. Oktober 1945 begann das erste Fußballturnier mit Osnabrücker Beteiligung nach dem Zweiten Weltkrieg, die Osnabrücker Stadtmeisterschaft. Da die britischen Behörden einen Teil der alten Vereinsnamen vorerst verboten, trat der VfL unter dem Namen 1. FSV Osnabrück an. Bereits zur Saison 1946/47 konnte man jedoch wieder unter dem alten Namen in der Oberliga Niedersachsen spielen. Von Kriegsende bis 1949 war die Spielkleidung der Mannschaft rot, denn dieser Stoff war nach dem Krieg günstig zu bekommen. Einige Spieler aus der Vorkriegszeit spielten wieder für den VfL Osnabrück, darunter Addi Vetter, „Schimmel“ Meyer, Matthias Billen, Otto Coors und Eduard Sausmikat. 1947 wechselte mit Erich Gleixner ein späterer Amateurnationalspieler zum VfL, mit Heinz Flotho war ein weiterer Nationalspieler im Kader. Der Verein spielte zu dieser Zeit in der Oberliga, der höchsten Spielklasse im deutschen Fußball, gegen Vereine wie Werder Bremen, den Hamburger SV, FC St. Pauli, Eintracht Braunschweig und Hannover 96. Am Ende der Saison verlor man das Entscheidungsspiel um den vierten Platz gegen Werder Bremen mit 1:3. 1950 erreichte der VfL die Endrunde um die deutsche Meisterschaft, dies war die erste Saison seit Kriegsende in lila-weißer Spielkleidung. Das erste Spiel der Endrunde verlor der VfL gegen den VfB Stuttgart in Köln vor 30.000 Zuschauern mit 1:3. Das Erreichen der Endrunde war der größte Erfolg des VfL der Nachkriegszeit.

#### 1950 bis 1963: Erstklassig
| Saison  | Liga          | Platz | Tore  | Punkte |
| ------- | ------------- | ----- | ----- | ------ |
| 1950/51 | Oberliga Nord | 04.   | 84:54 | 39     |
| 1951/52 | Oberliga Nord | 02.   | 79:50 | 41     |
| 1952/53 | Oberliga Nord | 04.   | 66:47 | 35     |
| 1953/54 | Oberliga Nord | 12.   | 48:46 | 27     |
| 1954/55 | Oberliga Nord | 09.   | 58:55 | 27     |
| 1955/56 | Oberliga Nord | 10.   | 48:64 | 28     |
| 1956/57 | Oberliga Nord | 06.   | 37:40 | 31     |
| 1957/58 | Oberliga Nord | 04.   | 51:41 | 33     |
| 1958/59 | Oberliga Nord | 04.   | 61:49 | 35     |
| 1959/60 | Oberliga Nord | 03.   | 54:33 | 39     |
| 1960/61 | Oberliga Nord | 03.   | 67:43 | 39     |
| 1961/62 | Oberliga Nord | 07.   | 40:52 | 30     |
| 1962/63 | Oberliga Nord | 07.   | 44:46 | 28     |

Der VfL spielte weiterhin in der Oberliga Nord, der höchsten Spielklasse. Am Ende der Saison 1951/52 erreichte man den zweiten Tabellenrang hinter dem Hamburger SV und qualifizierte sich für die Endrunde um die deutsche Meisterschaft, wo man in einer Gruppe mit dem VfB Stuttgart, Rot-Weiss Essen und Tennis Borussia Berlin den dritten Platz belegte. In dieser Saison avancierte Hans Haferkamp zum Zuschauerliebling und Nationalspieler, Ernst-Otto Meyer wurde mit 28 Toren Torschützenkönig der Oberliga. Zu jener Zeit waren die Spiele gegen den Hamburger SV die Zuschauermagneten. 1951/52 und 1952/53 strömten jeweils 30.000 Zuschauer an die Bremer Brücke, der Zuschauerrekord wurde jedoch beim Spiel gegen den VfB Stuttgart 1952 aufgestellt, als 38.000 Fans den VfL unterstützten. In den folgenden Jahren stagnierte die Leistung des VfL, 1954 spielte man erstmals gegen den Abstieg aus der Oberliga, der am Ende durch zwei Siege gegen den späteren Meister Hannover 96 vermieden werden konnte. Bis 1958 verschwand der VfL im Mittelfeld der Liga, erst die Saison 1959/60 brachte mit dem dritten Tabellenrang hinter dem HSV und Werder Bremen wieder etwas Glanz in die Bilanz des Vereins. In der folgenden Saison konnte die Mannschaft Erfahrungen im Europapokal sammeln. In der ersten Runde des International Football Cups, dem Vorläufer des späteren UI-Cups, spielte man in einer Vierergruppe gegen Baník Ostrava (Tschechoslowakei), Motor Jena (DDR) und den Grazer AK (Österreich), wobei man in sechs Spielen vier Niederlagen kassierte. Nur gegen den Grazer AK konnte die Mannschaften den Platz zweimal als Sieger verlassen; sie belegte am Ende der Vorrunde den dritten Tabellenrang, welcher das Aus bedeutete. In der Saison 1962/63 verpasste der VfL die Qualifikation für die Bundesliga. Trotz 19 Toren von Udo Lattek musste man nach 16 Jahren Erstklassigkeit und 466 Spielen den Gang in die Regionalliga antreten.

#### 1963 bis 1980: Zweitklassig
| Saison  | Liga               | Platz | Tore  | Punkte |
| ------- | ------------------ | ----- | ----- | ------ |
| 1963/64 | Regionalliga Nord  | 06.   | 56:52 | 39     |
| 1964/65 | Regionalliga Nord  | 10.   | 71:65 | 29     |
| 1965/66 | Regionalliga Nord  | 07.   | 56:55 | 32     |
| 1966/67 | Regionalliga Nord  | 07.   | 61:50 | 32     |
| 1967/68 | Regionalliga Nord  | 07.   | 51:43 | 34     |
| 1968/69 | Regionalliga Nord  | 01.   | 94:24 | 53     |
| 1969/70 | Regionalliga Nord  | 01.   | 75:38 | 47     |
| 1970/71 | Regionalliga Nord  | 01.   | 70:39 | 44     |
| 1971/72 | Regionalliga Nord  | 02.   | 62:20 | 49     |
| 1972/73 | Regionalliga Nord  | 02.   | 75:41 | 51     |
| 1973/74 | Regionalliga Nord  | 03.   | 84:43 | 50     |
| 1974/75 | 2. Bundesliga Nord | 08.   | 81:62 | 42     |
| 1975/76 | 2. Bundesliga Nord | 06.   | 61:47 | 45     |
| 1976/77 | 2. Bundesliga Nord | 09.   | 84:77 | 43     |
| 1977/78 | 2. Bundesliga Nord | 16.   | 56:62 | 33     |
| 1978/79 | 2. Bundesliga Nord | 18.   | 49:71 | 29     |
| 1979/80 | 2. Bundesliga Nord | 08.   | 64:68 | 40     |

1963/64 startete der VfL in die erste Saison nach Einführung der Bundesliga in der Regionalliga Nord, einer der fünf zweitklassigen Ligen Deutschlands, die man mit dem sechsten Platz abschloss. In den folgenden Jahren rangierte der VfL zwischen Rang 7 und Rang 10, ehe in der Saison 1968/69 mit dem Sieg der Regionalliga Nord die Qualifikation für die Aufstiegsrunde zur Bundesliga erreicht wurde. Höhepunkt der regulären Saison war das Heimspiel gegen den FC St. Pauli vor 32.000 Zuschauern. In der Aufstiegsrunde verlor die Mannschaft nur ein Spiel gegen Rot-Weiss Essen, doch diese Niederlage reichte aus, um mit dem zweiten Platz den Aufstieg nur knapp zu verpassen. 35.000 Zuschauer strömten zum Heimspiel gegen Essen an die Bremer Brücke und sahen ein 3:3-Unentschieden. Auch die Saison 1969/70 endete mit der Endrunde um den Bundesligaaufstieg, in der man jedoch abgeschlagen Fünfter wurde. In den Jahren 1971 und 1972 wurde man ebenfalls Zweiter in den Aufstiegsrunden hinter dem VfL Bochum bzw. dem Wuppertaler SV, 1973 erreichte der VfL den vierten Platz der Aufstiegsrunde. In fünf Anläufen gelang es dem VfL nicht, in die Bundesliga aufzusteigen. Die letzte Saison der Regionalliga beendete Osnabrück auf dem dritten Platz; er qualifizierte sich damit für die 2. Liga Nord, wo man regelmäßig Endplatzierungen im Mittelfeld erreichte. 1977/78 kämpfte man das erste Mal gegen den Abstieg und erreichte am Ende den ersten Nichtabstiegsplatz mit nur einem erzielten Tor mehr als der SC Herford. 1978/79 wurde der Abstieg nur am Grünen Tisch verhindert. Dem FC St. Pauli und Westfalia Herne wurde die Lizenz entzogen und nur ein Nordverein stieg aus der Bundesliga ab. Damit war der VfL trotz eines 18. Tabellenplatzes weiterhin zweitklassig. Höhepunkt der Saison war jedoch ein 5:4-Sieg über den FC Bayern München im Münchener Olympiastadion im DFB-Pokal. In der nächsten Spielzeit erreichte man den achten Tabellenrang, 1981 konnte man sich mit dem sechsten Platz für die eingleisige Zweite Liga qualifizieren.

#### Die 1980er und 1990er: Zwei Abstiege und zwei Aufstiege
| Saison  | Liga               | Platz | Tore  | Punkte |
| ------- | ------------------ | ----- | ----- | ------ |
| 1980/81 | 2. Bundesliga Nord | 06.   | 76:50 | 52     |
| 1981/82 | 2. Bundesliga      | 13.   | 49:59 | 37     |
| 1982/83 | 2. Bundesliga      | 10.   | 66:65 | 38     |
| 1983/84 | 2. Bundesliga      | 19. ▼ | 46:66 | 29     |
| 1984/85 | Oberliga Nord      | 01. ▲ | 75:31 | 49     |
| 1985/86 | 2. Bundesliga      | 14.   | 48:57 | 35     |
| 1986/87 | 2. Bundesliga      | 06.   | 69:66 | 44     |
| 1987/88 | 2. Bundesliga      | 09.   | 47:47 | 38     |
| 1988/89 | 2. Bundesliga      | 14.   | 58:66 | 36     |
| 1989/90 | 2. Bundesliga      | 15.   | 58:69 | 33     |
| 1990/91 | 2. Bundesliga      | 14.   | 51:55 | 35     |
| 1991/92 | 2. Bundesliga Nord | 09.   | 45:54 | 31     |
| 1992/93 | 2. Bundesliga      | 20. ▼ | 63:72 | 41     |
| 1993/94 | Oberliga Nord      | 03.   | 56:39 | 41     |
| 1994/95 | Regionalliga Nord  | 02.   | 67:35 | 46     |
| 1995/96 | Regionalliga Nord  | 05.   | 52:42 | 52     |
| 1996/97 | Regionalliga Nord  | 04.   | 51:21 | 64     |
| 1997/98 | Regionalliga Nord  | 03.   | 70:28 | 66     |
| 1998/99 | Regionalliga Nord  | 01.   | 67:26 | 75     |
| 1999/00 | Regionalliga Nord  | 01. ▲ | 69:34 | 74     |

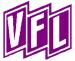
Logo bis Mitte der neunziger Jahre

Die ersten beiden Spielzeiten in der eingleisigen 2. Bundesliga beendete der VfL Osnabrück im Mittelfeld der Tabelle. In der Saison 1983/84 konnte die Klasse jedoch nicht gehalten werden und der VfL musste den Gang in die Amateuroberliga Nord antreten. Nach einer Finanzspritze des Präsidenten Hartwig Piepenbrock ging der Verein ein hohes Risiko ein und wurde am Ende mit dem direkten Wiederaufstieg belohnt. In den weiteren Jahren rangierte der VfL in der Abschlusstabelle zwischen Rang 6 und Rang 15. Der zweite Abstieg innerhalb von neun Jahren erfolgte in der Saison 1992/93: Durch die Reduzierung der Zahl der Vereine in der 2. Bundesliga reichte der 20. Tabellenrang nicht aus, um die Klasse zu halten. Damit war der VfL in die Oberliga Nord abgestiegen und qualifizierte sich erstmals für die deutsche Amateurmeisterschaft. In der Saison 1994/95 der neuen drittklassigen Regionalliga Nord wurde der Aufstieg nur knapp verpasst, man wurde Zweiter hinter dem VfB Lübeck. Außerdem gewann Osnabrück die Deutsche Amateurmeisterschaft 1995 im Finale gegen die Stuttgarter Kickers.
In den folgenden Jahren beendete der Verein die Spielzeiten im oberen Tabellendrittel. 1997 wurde Gerd-Volker Schock als neuer Manager verpflichtet. Bald geriet der VfL jedoch in finanzielle Schieflage. „Durch Altschulden aus der Piepenbrock-Zeit, geringe Fernsehgelder in der Regionalliga und ausbleibende Sponsoreneinnahmen drohte ein Jahr später akut die Insolvenz. Erst ein Kredit über 1,2 Millionen Euro von Banken und Privatleuten rettete den damaligen Regionalligisten. Als Absicherung dienten damals eine Ausfallbürgschaft der Stadt Osnabrück und ein Grundbucheintrag auf das Stadion.“ (Benjamin Kraus 2016 in der Neuen Osnabrücker Zeitung)
Unter Manager Schock wurde trotz der angespannten finanziellen Lage eine neue Mannschaft aufgebaut, die stets in der Spitzengruppe der Liga abschloss und 1998/99 Meister der Regionalliga Nord wurde. Nachdem sich Osnabrück dem Meister der Nordost-Staffel, dem Chemnitzer FC, geschlagen geben musste, folgte eine zweite Chance in der Aufstiegsrunde gegen die Vizemeister Kickers Offenbach und Eintracht Trier. Das „Endspiel“ gegen Offenbach wurde vor 18.000 Zuschauern an der Bremer Brücke mit 1:2 verloren, nachdem man noch zuvor Trier mit 3:2 besiegt hatte. Nachfolger von Gerd-Volker Schock als Manager wurde 1999 der ehemalige VfL-Spieler Lothar Gans, der dieses Amt bis 2013 ausfüllte und danach bis 2017 als Sportdirektor fungierte.
In der Saison 1999/2000 wurde der VfL Osnabrück Meister der Regionalliga Nord vor dem VfB Lübeck und qualifizierte sich damit für die Relegationsspiele gegen den Sieger der damaligen Regionalliga Nord/Nordost, 1. FC Union Berlin. In Berlin erreichte man am 28. Mai 2000 ein 1:1, ehe es vier Tage später in Osnabrück zum entscheidenden Spiel der beiden Mannschaften kam. Vor 20.000 Zuschauern kam es nach 120 Minuten und einem Spielstand von 1:1 zum Elfmeterschießen, welches der VfL mit 9:8 für sich entscheiden konnte. Zunächst hatte Jacek Janiak vom VfL die Möglichkeit, mit einem Treffer zum 5:3 die Partie zu entscheiden, doch er verschoss. Im Folgenden trafen alle Spieler bis auf Uwe Hartenberger (VfL). Kurz vor dem Aus hielt Uwe Brunn dann den Elfmeter von Steffen Menze und verwandelte den nächsten Schuss. Den alles entscheidenden Elfmeter parierte Brunn gegen Kay Wehner, womit er zum Aufstiegshelden wurde und in Osnabrück seitdem Kultstatus besitzt. Damit spielte der VfL nach sieben Jahren Abstinenz wieder in der 2. Bundesliga.

#### Die 2000er: Ein Auf und Ab
| Saison  | Liga              | Platz0 | Tore  | Punkte | ⌀ Zuschauer |
| ------- | ----------------- | ------ | ----- | ------ | ----------- |
| 2000/01 | 2. Bundesliga     | 015. ▼ | 40:52 | 37     | 11.396      |
| 2001/02 | Regionalliga Nord | 7.     | 46:35 | 50     | 06.228      |
| 2002/03 | Regionalliga Nord | 2. ▲   | 56:29 | 65     | 09.091      |
| 2003/04 | 2. Bundesliga     | 18. ▼  | 35:55 | 28     | 10.721      |
| 2004/05 | Regionalliga Nord | 4.     | 67:44 | 67     | 08.922      |
| 2005/06 | Regionalliga Nord | 10.0   | 56:58 | 49     | 07.067      |
| 2006/07 | Regionalliga Nord | 2. ▲   | 59:43 | 61     | 09.795      |
| 2007/08 | 2. Bundesliga     | 12.0   | 43:54 | 40     | 14.415      |
| 2008/09 | 2. Bundesliga     | 16. ▼  | 41:60 | 36     | 14.254      |
| 2009/10 | 3. Liga           | 1. ▲   | 55:37 | 69     | 10.436      |
| 2010/11 | 2. Bundesliga     | 16. ▼  | 40:62 | 31     | 13.319      |

Logo von 1995 bis 2017

Am Ende der ersten Zweitligasaison des neuen Jahrtausends musste der VfL wieder den Gang in die Regionalliga antreten. Am letzten Spieltag hatte man noch die Möglichkeit, mit einem Sieg beim MSV Duisburg und einer gleichzeitigen Niederlage von Arminia Bielefeld gegen den 1. FC Saarbrücken den Klassenerhalt zu schaffen, doch Bielefeld gewann 4:2 und Osnabrück spielte 2:2 in Duisburg. Nach nur einem Jahr in der 2. Liga war der VfL wieder drittklassig und spielte nun in der neuen, zweigleisigen Regionalliga, wo man Platz 7 erreichte. Im DFB-Pokal 2001/02 konnte in der 1. Hauptrunde der Bundesligist Hansa Rostock mit 2:1 besiegt werden, jedoch musste man sich in der 2. Hauptrunde dem FC Bayern München mit 0:2 geschlagen geben.
Die Fußball-Regionalliga 2002/03 startete für den VfL zunächst holprig mit einem aberkannten Sieg gegen den Dresdner SC. Am 27. Juli 2002, dem ersten Spieltag der Saison, war dieser an der Bremer Brücke zu Gast. Das Spiel gewann der VfL mit einem 2:0-Sieg, doch durch den Einsatz des aus der Vorsaison noch mit einer Gelb-Roten Karte belasteten Wolfgang Schütte wurde dieses später am Grünen Tisch mit 0:2 für die Dresdener gewertet.
Dennoch konnte man erneut den Aufstieg in die 2. Liga feiern, diesmal jedoch weniger dramatisch durch einen 2:0-Erfolg gegen Holstein Kiel am letzten Spieltag. Vor der Saison 2003/04 kündigte Aufstiegstrainer Jürgen Gelsdorf seinen Vertrag und sein Nachfolger wurde Frank Pagelsdorf, der jedoch mit der Mannschaft nicht zurechtkam. Der Abstieg stand schon am 31. Spieltag fest, man belegte den 18. Tabellenrang mit lediglich 28 Punkten. In der Saison 2004/05 belegte das vom neuen Trainer Claus-Dieter Wollitz zusammengestellte Team am Ende den vierten Tabellenplatz.
Nachdem man am Ende der Saison 2005/06 nicht über den zehnten Platz hinauskam, bot die Saison 2006/07 eine enorme Spannung im Aufstiegskampf, als der VfL Osnabrück stark in die Saison startete und zur Winterpause an der Tabellenspitze der Regionalliga Nord stand. Eine schwache Rückrunde ließ den VfL drei Spieltage vor Schluss auf den vierten Tabellenrang, sechs Punkte hinter den FC St. Pauli, den 1. FC Magdeburg und Kickers Emden, zurückfallen. Die nächsten beiden Partien gewann man gegen Borussia Mönchengladbach II und Holstein Kiel, während der 1. FC Magdeburg keines der letzten drei Spiele gewinnen konnte. Vor dem letzten Spieltag der Saison stand der VfL auf Platz drei mit nunmehr einem Punkt Rückstand auf Magdeburg, während St. Pauli schon für die 2. Bundesliga qualifiziert war. Nun musste der VfL zu Hause gegen Rot Weiss Ahlen gewinnen und auf ein Unentschieden zwischen Magdeburg und St. Pauli beziehungsweise auf eine Niederlage von Magdeburg hoffen. Magdeburg und St. Pauli trennten sich 1:1; der VfL lag bis zur 80. Minute mit 0:1 zurück, doch dann traf Thomas Cichon per Kopf zum Ausgleich und in der 88. Minute schoss Thomas Reichenberger das 2:1 für den VfL, der damit unter Trainer Wollitz in die 2. Bundesliga aufstieg.
In der Spielzeit 2007/08 schaffte der vor der Saison als „erster Absteiger“ gehandelte VfL am letzten Spieltag durch einen 3:0-Sieg gegen Kickers Offenbach den Klassenerhalt. Als „Festung“ erwies sich die Osnatel-Arena, in der man sich erstmals am 10. Februar 2008 nach zuvor 27 Ligaspielen ohne Niederlage gegen den SV Wehen Wiesbaden geschlagen geben musste. Der VfL unter Trainer Wolitz schaffte so, entgegen den beiden vorhergehenden Aufstiegen, zum ersten Mal nach einem Aufstieg auch den Klassenerhalt und wurde in der Schlusstabelle 12. der 2. Bundesliga.
In der Spielzeit 2008/09 errang die Mannschaft nur den 16. Platz in der 2. Fußball-Bundesliga und stieg, nachdem zwei Relegationsspiele gegen den SC Paderborn 07 jeweils mit 0:1 verloren wurden, in die zuvor neu eingeführte 3. Liga ab.
Im Zuge der Ermittlungen zum Wettskandal 2009 gerieten Spieler des VfL in Verdacht, Spiele in der Abstiegssaison zu Ungunsten des Vereins manipuliert zu haben. Marcel Schuon gab zu, sich gegenüber dem Inhaber eines Wettbüros bereit erklärt zu haben, Spiele zu manipulieren. Ob es auch zu Manipulationshandlungen kam, konnte ihm nicht nachgewiesen werden. Dafür wurde er vom DFB-Sportgericht für zwei Jahre und neun Monate gesperrt. Das Amtsgericht Bochum verurteilte ihn zu einer zehnmonatigen Haftstrafe auf Bewährung sowie einer Geldbuße von 5000 Euro.
Thomas Cichon gestand, gegen den Erlass von Spielschulden in fünfstelliger Summe im Saisonspiel am 28. Spieltag beim FC Augsburg nicht seine „volle Leistungsbereitschaft“ abgerufen zu haben. Das Spiel endete 3:0 für Augsburg. Cichon erhielt 2013 eine zweijährige Sperre vom DFB und wurde 2014 vom Landgericht Bochum zu einer neunmonatigen Haftstrafe auf Bewährung verurteilt.
Auch Bilal Aziz geriet unter Verdacht, ihm konnte jedoch keine Beteiligung an Manipulationen nachgewiesen werden.
Zur Saison 2009/10 wechselte Claus-Dieter Wollitz, gegen Ablöse, nach Cottbus und das Training des VfL übernahm Karsten Baumann. Am 23. September 2009, exakt 31 Jahre nach dem spektakulären 5:4 im Pokal beim FC Bayern München, gelang der Mannschaft in der 2. Runde des DFB-Pokals eine Überraschung, als der Bundesliga-Tabellenführer Hamburger SV mit 7:5 nach Elfmeterschießen besiegt wurde. Einen guten Monat später, am 27. Oktober 2009, gelang dem Verein sogar der Einzug ins Pokal-Viertelfinale durch ein 3:2 gegen Borussia Dortmund. Am 8. Mai 2010 feierte der VfL mit einem 1:0-Sieg bei Wacker Burghausen den Meistertitel der 3. Liga und damit den Wiederaufstieg in die 2. Bundesliga.
Die Sponsoreneinnahmen für die Saison 2010/11 konnte der VfL Osnabrück um 500.000 Euro auf einen Gesamtbetrag von rund 3,9 Mio. Euro erhöhen, was einen Rekordumsatz für den Verein bedeutete. Nach einer bis dahin durchwachsenen Spielzeit und vier Niederlagen in Folge wurde Karsten Baumann nach dem 27. Spieltag der Saison 2010/11 entlassen und die Mannschaft bis zum Saisonende interimistisch von Joe Enochs und Heiko Flottmann trainiert. Durch die verlorene Relegation gegen Dynamo Dresden stieg der VfL am 24. Mai 2011 abermals in die 3. Liga ab.

#### 2011–2019: Acht Jahre 3. Liga
| Saison  | Liga    | Platz | Tore  | Punkte | ⌀ Zuschauer |
| ------- | ------- | ----- | ----- | ------ | ----------- |
| 2011/12 | 3. Liga | 07.   | 46:35 | 55     | 08.719      |
| 2012/13 | 3. Liga | 03.   | 64:35 | 73     | 10.676      |
| 2013/14 | 3. Liga | 05.   | 50:39 | 55     | 08.634      |
| 2014/15 | 3. Liga | 11.   | 49:51 | 52     | 08.698      |
| 2015/16 | 3. Liga | 05.   | 46:41 | 56     | 08.620      |
| 2016/17 | 3. Liga | 06.   | 46:43 | 54     | 09.214      |
| 2017/18 | 3. Liga | 17.   | 47:67 | 37     | 08.066      |
| 2018/19 | 3. Liga | 01. ▲ | 56:31 | 76     | 11.906      |

Zur Saison 2011/12 übernahm Uwe Fuchs das Traineramt, wurde jedoch am 8. Dezember 2011 bereits wieder von seinen Aufgaben entbunden. Sein Nachfolger wurde erneut Claus-Dieter Wollitz, der zuvor seinen bestehenden Vertrag beim FC Energie Cottbus aufgelöst hatte. Der VfL schloss die Saison auf Platz sieben ab.
Vor der Saison 2012/13 baute Wollitz eine weitgehend neue Mannschaft auf. Diese wurde souverän Herbstmeister, brach jedoch in der Rückrunde ein und fiel am vorletzten Spieltag hinter den 1. FC Heidenheim auf den vierten Platz zurück. Wollitz kündigte an, seinen Vertrag nach der Saison auflösen zu wollen, als Begründung nannte er diverse vereinsinterne Konflikte. Anschließend hielt er eine Wutrede vor Fans, in der er u. a. den Vereinsvorstand kritisierte. Das Video dieser Rede fand im Internet schnelle Verbreitung und wurde von diversen Medien aufgegriffen. Der Trainer wurde daraufhin durch das Präsidium gekündigt und das Team vom bisherigen Co-Trainer Alexander Ukrow interimistisch übernommen. Am letzten Spieltag der Saison 2012/13 gelang der Mannschaft durch einen 4:0-Heimsieg gegen die bereits abgestiegene Alemannia Aachen und einem gleichzeitigen 0:0 der Heidenheimer zu Hause gegen Kickers Offenbach doch noch die Qualifikation für die Relegation zur 2. Bundesliga. Gegner war wie zwei Jahre zuvor Dynamo Dresden. Trotz eines 1:0-Heimsiegs im Relegationshinspiel verpasste der VfL durch ein 0:2 im Rückspiel den Aufstieg und blieb somit drittklassig. Die Unruhe in und um den Verein setzte sich in Form von Rücktritten im Präsidium und internen Streitigkeiten auch nach der verspielten Aufstiegs-Relegation fort.
Zur Saison 2013/14 wechselte Trainer Maik Walpurgis aus unklaren Vertragsverhältnissen bei den Sportfreunden Lotte nach Osnabrück und übernahm das Training der Mannschaft vom Interims-Trainerteam. Die Mannschaft, die vor der Saison wiederum nahezu komplett ausgetauscht worden war, erreichte am Ende den 5. Tabellenplatz.
Im Mai 2014 startete der VfL eine Crowdfunding-Aktion zur Finanzierung der Drittliga-Spiellizenz, mit der innerhalb von vier Tagen über eine halbe Million Euro Einnahmen in Form von verzinsten Nachrangdarlehen generiert werden konnte. Dabei handelte es sich um die erste Finanzierung dieser Art im deutschen Profifußball. In der Saison 2014/15 spielte die nach den Wünschen von Trainer Walpurgis zusammengestellte Mannschaft eine recht starke Hinrunde. Dieser Eindruck konnte zum Ende der Saison jedoch nicht bestätigt werden. Walpurgis wurde mit seiner Mannschaft am Ende 11., die bis dahin schlechteste Saisonbilanz, die der VfL Osnabrück in einer dritten Spielklasse erreicht hat. Trotzdem wurde der Vertrag mit Maik Walpurgis bis zum Ende der Saison 2016/17 verlängert. Während der Saison wurde die Mannschaft des VfL für die Dreharbeiten zum Dokumentarfilm Im Derby-Dreieck von einem Kamerateam begleitet.
Die Negativserie aus der Rückrunde 2015 wurde in der Saison 2015/16 nahtlos fortgesetzt. Nach dem am „grünen Tisch“ entschiedenen Aus im DFB-Pokal gegen RB Leipzig, vier Ligaspielen ohne Sieg, mit nur einem Torerfolg und als Tabellenvorletzter der 3. Liga wurde Walpurgis freigestellt. Interimstrainer wurde der ehemalige VfL-Spieler und Jugendtrainer Joe Enochs, der nach zwei Siegen in zwei Spielen einen Vertrag als Cheftrainer bis 2017 erhielt. Die Saison 2015/16 schloss der VfL, nachdem er sich in der Rückrunde für mehrere Spieltage auf dem 3. Tabellenplatz halten konnte, auf Platz 5 ab und verpasste sowohl die Teilnahme an der Relegation zur 2. Bundesliga als auch am DFB-Pokal 2016/17.

Logo-Variante von 2017 bis 2021

In der Saison 2016/17 folgte auf eine gute Hinrunde mit längeren Phasen auf den Tabellenplätzen 2 bis 4 eine unbeständige Rückrunde. Das Team um Trainer Enochs, dessen Vertrag zwischenzeitlich bis 2020 verlängert worden war, verlor zum Saisonende hin den Anschluss an die Aufstiegsränge und schloss die Saison auf Platz 6 ab. Durch den Gewinn des NFV-Pokals sicherte man sich die Teilnahme am DFB-Pokal. Nach dem letzten VfL-Saisonspiel gegen Paderborn eröffnete der DFB Ermittlungen gegen drei zunächst nicht genannte Spieler des VfL wegen des Verdachts der versuchten Spielmanipulation. Die Spieler Marc Heider und Addy-Waku Menga waren durch ihren Teamkollegen Tobias Willers angestiftet worden, sich bei befreundeten Spielern des abstiegsbedrohten SV Werder Bremen II bezüglich einer „Prämie“ zu erkundigen, da ein Sieg des VfL gegen Paderborn den Bremern den Klassenerhalt hätte sichern können. Willers selbst fragte auch einen Spieler des am Abstiegskampf beteiligten Rot-Weiß Erfurt nach einer Siegprämie. Zu einer Wettbewerbsverzerrung konnte es jedoch nicht kommen, da die drei Spieler im Spiel nicht eingesetzt worden waren. Heider und Menga wurden vom DFB wegen „unsportlichen Verhaltens“ jeweils zu 2000 Euro Geldstrafe sowie vier Spielen Sperre verurteilt. Willers Urteil lautete ebenfalls wegen „unsportlichen Verhaltens“ auf vier Monate Sperre sowie eine Geldstrafe von 4000 Euro, außerdem wurde sein auslaufender Vertrag nicht verlängert.
Zu Beginn der Saison 2017/18 gewann der VfL überraschend das Erstrundenspiel im DFB-Pokal gegen den Bundesligisten Hamburger SV nach 70-minütiger Unterzahl mit 3:1. Der Start in die Drittligasaison verlief weniger positiv: Nach elf Spieltagen stand der VfL mit zwei Siegen, vier Remis und fünf Niederlagen auf Tabellenplatz 19. Am 4. Oktober 2017, einen Tag nach dem 5:0-Viertelfinalsieg im NFV-Pokal gegen die SVG Göttingen 07, wurde Joe Enochs samt Co-Trainer Wolfgang Schütte von seinen Aufgaben entbunden. Als Interimstrainer übernahm der bisherige Trainer der A-Junioren-Bundesligamannschaft des VfL, Daniel Thioune. Dieser wurde am 8. November 2017 als Cheftrainer bis zum Saisonende bestätigt, sein Co-Trainer war Merlin Polzin. Im Dezember 2017 übernahm Benjamin Schmedes, der zuvor Chefscout beim Hamburger SV gewesen war, das Amt des Sportdirektors beim VfL und löste damit Lothar Gans ab. Von dem schlechten Saisonstart erholte sich der VfL im weiteren Saisonverlauf nicht merklich, sondern hielt sich größtenteils in der unteren Tabellenhälfte auf. Der Klassenerhalt war erst wenige Spieltage vor Schluss gesichert. Die Schlussplatzierung lautete Tabellenplatz 17. Im April 2018 wurde Thiounes Vertrag bis 2020 verlängert.
Zur Saison 2018/19 mussten zahlreiche Abgänge von Spielern kompensiert und Teile der Mannschaft neu aufgebaut werden. Nach einem guten Saisonstart stand die Mannschaft unter Trainer Thioune ab dem 9. Spieltag fast durchgängig auf Tabellenplatz 1. Mit einem 2:0-Sieg am 34. Spieltag gegen den VfR Aalen war der Vorsprung in der Tabelle so groß, dass der VfL nicht mehr unter den 2. Platz fallen konnte. Damit war der VfL nach acht Jahren in der 3. Liga wieder in die 2. Fußball-Bundesliga aufgestiegen. Einen Spieltag später stand auch der 1. Tabellenplatz fest, wodurch der VfL mit zwei Titeln Rekordmeister der 3. Fußball-Liga wurde.

#### Seit 2019
| Saison | Liga          | Platz  | Tore  | Punkte | ⌀ Zuschauer |
| --- | ------------- | ------ | ----- | ------ | ----------- |
| 2019/20 | 2. Bundesliga | 13.    | 46:48 | 40     | 014.711 A   |
| 2020/21 | 2. Bundesliga | 016. ▼ | 35:58 | 33     | 03.200 B    |
| 2021/22 | 3. Liga       | 06.    | 56:48 | 58     | 08.220      |
| 2022/23 | 3. Liga       | 03. ▲  | 70:49 | 70     | 13.584      |
| 2023/24 | 2. Bundesliga | 018. ▼ | 31:69 | 28     | 015.520 C   |
| 2024/25 | 3. Liga       | 14.    | 46:55 | 48     | 14.651      |
| A Bezieht sich nur auf die Spiele vom 1. bis 25. Spieltag, da die restlichen neun Spiele aufgrund der COVID-19-Pandemie ohne Zuschauer stattfanden. B Bezieht sich nur auf das Spiel am 2. Spieltag gegen Hannover 96, welches aufgrund der COVID-19-Pandemie als einziges mit Zuschauern stattfand. C Bezieht sich auf alle Spiele bis auf das am 32. Spieltag gegen FC Schalke 04, welches aufgrund einer Sperrung der Bremer Brücke ohne Zuschauer stattfand. |               |        |       |        |             |

Der VfL startete erfolgreich in die Zweitligasaison 2019/20 und beendete die Hinrunde mit 26 Punkten auf Tabellenplatz 5. Im September 2019 war der Vertrag von Cheftrainer Thioune um ein weiteres Jahr bis 2021 verlängert worden. In der Rückrunde, die aufgrund der COVID-19-Pandemie nach dem 25. Spieltag unterbrochen und später mit Geisterspielen fortgesetzt wurde, brach der VfL zeitweise stark ein, konnte am vorletzten Spieltag jedoch den Klassenerhalt sichern und erreichte am Ende der Saison Tabellenplatz 13. Nach Saisonende wurde Anfang Juli 2020 überraschend bekannt, dass Cheftrainer Thioune und Co-Trainer Polzin mit sofortiger Wirkung zum ebenfalls zweitklassigen Hamburger SV wechseln, um dort Nachfolger von Dieter Hecking zu werden.
Zur Saison 2020/21 wurde Marco Grote, der zuvor die A-Jugend-Bundesligamannschaft von Werder Bremen zur Meisterschaft in der Staffel Nord/Nordost geführt hatte, als neuer Cheftrainer verpflichtet. Sein Vertrag sollte bis zum 30. Juni 2022 laufen. Als Co-Trainer wurde Deniz Dogan verpflichtet. Nach einem guten Start in die Saison musste man ab Dezember 2020 einen Einbruch hinnehmen: Aus elf Spielen seit dem 12. Spieltag holte man nur einen Sieg und zehn Niederlagen, die letzten sieben davon in Folge. Durch diese Negativserie rutschte der VfL bis auf Tabellenplatz 15 ab. Am 15. Februar 2021 wurden Grote und Dogan freigestellt, als Interimstrainer übernahm Nachwuchstrainer Florian Fulland. Am 3. März 2021 wurde der ehemalige VfL-Spieler Markus Feldhoff als neuer Cheftrainer vorgestellt. Er erhielt einen Vertrag bis Sommer 2022. Florian Fulland fungierte zunächst als Co-Trainer, schied jedoch am 30. April 2021 aus dem Trainerteam aus. Nach durchwachsenen Leistungen in den letzten Saisonspielen stand der VfL in der Abschlusstabelle auf Platz 16 und musste in der Relegation gegen den FC Ingolstadt 04 antreten. Das Hinspiel in Ingolstadt ging vor 250 Zuschauern klar mit 0:3 verloren. Das Rückspiel vor 2.000 Zuschauern an der Bremer Brücke konnte mit 3:1 gewonnen werden, was jedoch nicht ausreichte, um den Abstieg noch abzuwenden. Nach dem Abstieg verließen den Verein sowohl Markus Feldhoff, dessen Vertrag als Cheftrainer nicht für die 3. Liga galt, als auch Sportgeschäftsführer Benjamin Schmedes auf eigenen Wunsch.
Am 6. Juni 2021 wurden Daniel Scherning und Danilo de Souza als neuer Chef- bzw. Co-Trainer vorgestellt. Beide hatten zuvor unter Trainer Steffen Baumgart beim SC Paderborn 07 als Co-Trainer gewirkt. Ihr Vertrag galt bis zum 30. Juni 2023. Als neuer Sportdirektor wurde Amir Shapourzadeh verpflichtet. In der folgenden Spielzeit, die wieder weitgehend vor größerem Publikum stattfinden konnte, hielt sich der VfL die meiste Zeit in der oberen Tabellenhälfte auf und stand sechs Spieltage vor Schluss auf Tabellenplatz 4. Da aus den letzten fünf Saisonspielen jedoch nur vier Punkte geholt werden konnten, musste man sich im Kampf um die Aufstiegsplätze geschlagen geben und verpasste mit Platz 6 am Ende auch den Einzug in den DFB-Pokal. Im Rahmen des letzten Saisonspiels wurde der langjährige Torwarttrainer Rolf Meyer in den Ruhestand verabschiedet, sein Nachfolger war Marcel Höttecke.
Nach dem vierten Spieltag der Saison 2022/23 nahm Daniel Scherning im August 2022 das Angebot wahr, mit sofortiger Wirkung die Zweitligamannschaft von Arminia Bielefeld als Cheftrainer zu übernehmen. An den folgenden beiden Spieltagen betreute Co-Trainer Tim Danneberg die Mannschaft, ehe am 29. August Tobias Schweinsteiger als neuer Cheftrainer präsentiert wurde, der zuvor als Co-Trainer beim 1. FC Nürnberg beschäftigt war.
Die Saison verlief für den VfL zunächst durchwachsen, rund um die WM-bedingt verlängerte Winterpause gelang jedoch die Wende: Mit einer Siegesserie von sieben Spielen zwischen dem 16. und dem 22. Spieltag arbeitete man sich von Tabellenplatz 13 auf 5 vor. Am letzten Spieltag der Saison, dem 27. Mai 2023, stieg der Verein aufgrund eines 2:1-Erfolges durch zwei Tore in der Nachspielzeit gegen die zweite Mannschaft von Borussia Dortmund zum siebten Mal in der Vereinsgeschichte in die 2. Bundesliga auf. Eine Woche später konnte zum fünften Mal der Niedersachsenpokal gewonnen werden.
In den ersten 13 Spielen der Zweitliga-Saison 2023/24 konnte der VfL nur einen Sieg und sieben Punkte erzielen und stand damit auf dem letzten Tabellenplatz. Am 14. November 2023 trennte sich der Verein deshalb von Aufstiegstrainer Tobias Schweinsteiger. Parallel zur Suche nach einem neuen Cheftrainer leitete man einen Auswahlprozess für einen neuen Geschäftsführer Sport ein. Am 27. November verpflichtete der VfL Uwe Koschinat als neuen Cheftrainer. Am 6. Februar 2024 gab der VfL bekannt, dass Sportdirektor Amir Shapourzadeh seinen bis Saisonende laufenden Vertrag nicht verlängert und zu sofort aus dem sportlichen Tagesgeschäft ausscheidet. Ab dem 4. März war Philipp Kaufmann neuer Geschäftsführer Sport der Spielbetriebsgesellschaft des VfL. Er war zuvor Technischer Direktor beim FC Basel und übernahm auch die Aufgaben des vorherigen Sportdirektors Shapourzadeh.
Trotz einer Verbesserung der Ergebnisse unter Uwe Koschinat gelang der Sprung aus der Abstiegszone nicht. Durch eine Niederlage im Spiel am 32. Spieltag gegen den FC Schalke 04, das nach Schäden am Stadiondach der Bremer Brücke vor leeren Rängen im Millerntor-Stadion in Hamburg ausgetragen wurde, stand der direkte Wiederabstieg in die 3. Liga fest.
Nach dem 6. Spieltag der Saison 2024/25 wurde Uwe Koschinat freigestellt, der VfL stand zu diesem Zeitpunkt mit 5 Punkten auf dem 16. Platz in der 3. Liga. Zum 8. Spieltag wurde Pit Reimers als neuer Cheftrainer verpflichtet. Nach dem 17. Spieltag wurden Reimers, seine Co-Trainer Tim Danneberg und Heiko Flottmann sowie Sportgeschäftsführer Philipp Kaufmann beurlaubt. Der VfL war zu diesem Zeitpunkt mit 11 Punkten letzter der Tabelle. Als Nachfolger von Reimers wurde zum 18. Spieltag Marco Antwerpen präsentiert. In der Winterpause wurde die Mannschaft mit 7 Ab- und 7 Neuzugängen verändert. Vom 18. bis 26. Spieltag blieb der VfL in der Liga ungeschlagen und arbeitete sich dadurch bis auf Tabellenrang 13 vor. Nach dem 36. Spieltag stand der Klassenerhalt fest.
Die letzten beiden Ligaspiele wurden verloren, ebenso das Finale im Niedersachsenpokal 2024/25, wodurch die Qualifikation für den DFB-Pokal verpasst wurde. Der VfL trennte sich daraufhin nach dem Saisonende von Marco Antwerpen und Co-Trainer Frank Döpper.
Am 11. Juni 2025 wurde Joe Enochs als neuer Direktor Fußball vorgestellt. Als Cheftrainer wurde am 17. Juni Timo Schultz verpflichtet.

#### VfL-Museum
Im VfL-Museum werden Exponate ausgestellt, die im Zusammenhang mit dem VfL Osnabrück stehen. Die Sammlung setzt sich zu einem großen Teil aus Ausstellungsstücken zusammen, die von Fans stammen. Geleitet wird das Museum von Bernhard Lanfer und Freddy Fenkes. 2019 wurde ein Projekt des VfL-Museums, der Fanabteilung des VfL Osnabrück e. V., dem Fanprojekt Osnabrück und der Ultragruppierung Violet Crew durch den DFB mit dem Julius-Hirsch-Preis ausgezeichnet.

### Stadion und Infrastruktur

#### Stadion

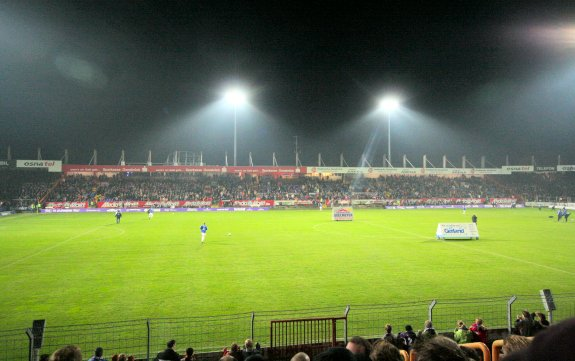
Flutlichtatmosphäre während eines Spiels, Blick von der alten Nordgeraden

Der VfL bestreitet seine Heimspiele im vereinseigenen Stadion, der Bremer Brücke, im Stadtteil Schinkel. Es wurde 1933 eröffnet und bietet aktuell bis zu 16.098 Zuschauern Platz, wobei die Kapazität bei Heimspielen auf 15.741 begrenzt ist. 2008 wurde das Stadion modernisiert, im Umfang von etwa 5,5 Millionen Euro wurde die baufällige Nordtribüne durch eine moderne Sitzplatztribüne mit Funktionstrakt ersetzt. Außerdem wurden eine Rasenheizung installiert, zwei Videoanzeigetafeln angebracht und eine Sicherheitszentrale eingerichtet. Die Bremer Brücke ist ein reines Fußballstadion und fast zu allen Seiten geschlossen, lediglich die nordwestliche Ecke wird nicht mehr als Zuschauerraum genutzt. Eine Besonderheit ist die Lage inmitten eines Wohngebiets, das Stadion hat beispielsweise in der Südwestecke nur wenige Meter Abstand zu den angrenzenden Gebäuden. Nach dem Zweitliga-Aufstieg des VfL im Jahr 2019 ist geplant, das Stadion umzubauen, um die Lizenzbedingungen der DFL erfüllen zu können.

#### TrainingsgeländeIlloshöhe
Die Trainings- und Spielstätte für die Jugendmannschaften des VfL ist der städtische Sportpark Illoshöhe im Stadtteil Weststadt. Das Gelände besteht aus einem Hauptplatz mit Naturrasen, überdachter Tribüne und Leichtathletikanlage. Hinzu kommen zwei weitere Fußballplätze (davon einer mit Kunstrasen) sowie mehrere kleinere Rasenflächen.
Zwischen 1980 und Februar 2023 nutzte auch die Profimannschaft des VfL die Illoshöhe. Insbesondere in den Wintermonaten musste für das Mannschaftstraining häufig auf andere Sportplätze oder in Hallen ausgewichen werden, da die Anlage über keine Rasenheizung verfügt. Neben dem VfL wird der Sportpark u. a. auch vom dort ansässigen Osnabrücker Turnerbund sowie dem Schulsport genutzt, was die Nutzungszeiten einschränkt. Außerdem ist die räumliche Situation des Funktionsgebäudes aus Mitte der 1980er Jahre unzureichend. Da die Trainingsbedingungen den Anforderungen einer Profimannschaft so nicht mehr gerecht wurden, plante der VfL seit dem Aufstieg in die 2. Bundesliga im Jahr 2019 konkret den Bau eines neuen Trainingszentrums.

#### TrainingsgeländeSchinkelberg
Seit 1. Februar 2023 nutzt die Profimannschaft des VfL die städtische Sportanlage Schinkelberg an der Weberstraße im Stadtteil Schinkel-Ost für ihr Training. Dem ging eine mehrjährige politische Debatte und Planungsphase voraus.
Als Gelände für das neue Trainingszentrum standen ursprünglich mehrere Flächen zur Diskussion, darunter eine Erweiterungsfläche des Werksgeländes der Firma KME nördlich der Halle Gartlage und die ehemalige britische Kasernenfläche am Limberg in der Dodesheide. Für den Standort Limberg sprachen, dass sich das Gelände bereits im Besitz der Stadt Osnabrück befand, dort schon Sportanlagen vorhanden waren, die ggf. hätten mitgenutzt werden können, und nur geringe Eingriffe in die Natur nötig gewesen wären. Nachteilig war jedoch, dass für den Abriss und die Erschließung der Kasernenfläche mehrere Jahre veranschlagt waren, weshalb die Entscheidung auf den Standort Gartlage fiel.
In der Gartlage sollten in einem ersten Bauabschnitt ein Funktionsgebäude sowie zwei Trainingsplätze für die Profimannschaft entstehen. Das Nachwuchsleistungszentrum sollte vorerst an der Illoshöhe verbleiben, jedoch vom Auszug der ersten Mannschaft durch eine bessere Raumsituation und erweiterte Nutzungszeiten profitieren. Der VfL plante mit Stand Januar 2020, den ersten Bauabschnitt noch im Laufe des Jahres 2020 zu realisieren. Nach einem späteren zweiten Bauabschnitt, durch den das Trainingszentrum mit vier weiteren Plätzen ergänzt worden wäre, wäre der Nachwuchsbereich ebenfalls an den neuen Standort gewechselt. Die Kosten für das Gesamtprojekt sollten rund 20 Mio. Euro betragen, die der VfL größtenteils durch seine Sponsoren und Aktionäre finanzieren wollte. Die Stadt Osnabrück gab bekannt, sich mit bis zu 5 Mio. Euro sowie Grundstücken und entsprechender Bauleitplanung an der Umsetzung des neuen Nachwuchsleistungszentrums beteiligen zu wollen.
Durch eine negative Artenschutzprüfung und aufgrund der COVID-19-Pandemie stellte sich der ursprüngliche Zeitplan als nicht haltbar heraus. Als Übergangslösung beschloss der Stadtrat am 7. Juli 2020 deshalb, zwei Trainingsplätze an der Illoshöhe zu sanieren und mit einer Drainage auszustatten. Die Plätze werden derzeit hauptsächlich durch den VfL genutzt, die Maßnahme kommt jedoch auch späteren Nutzern zugute. In die Sanierung investierte die Stadt 500.000 Euro.
Nach einer Anpassung der Pläne zur Verbesserung des Artenschutzes wurde im April 2021 der Bauantrag für das Trainingszentrum in der Gartlage gestellt. Dabei war von der Stadt vorgesehen, den Bereich um die neuen Sportplätze herum in einen Landschaftspark umzugestalten. Im August 2021 wurde dann jedoch berichtet, dass die Realisierung des Trainingszentrums auf dem Gelände von KME nicht möglich ist, da sich die Stadt mit dem Unternehmen nicht auf einen Kaufpreis einigen konnte. Daraufhin beschloss der Verwaltungsausschuss der Stadt Osnabrück, die bestehende Sportanlage Schinkelberg an der Weberstraße umzubauen, mit einer Rasenheizung auszustatten und dem Verein zur Verfügung zu stellen, um die Trainingsbedingungen zeitnah zu verbessern. Diese Entscheidung wurde in der letzten Sitzung der 2021 endenden Legislaturperiode vom Stadtrat bestätigt. Der Umbau in einer Höhe von 1,3 Mio. Euro sollte bis Februar 2022 umgesetzt werden. Parallel sollte weiter nach einem Alternativstandort für Nachwuchsleistungs- und Trainingszentrum gesucht werden, wobei auch ein dauerhafter Verbleib an der Weberstraße in Betracht gezogen wurde.
In der neuen Legislaturperiode unter Oberbürgermeisterin Katharina Pötter wurde die Entscheidung im Februar 2022 erneut auf den Prüfstand gestellt. Als dauerhafte Lösung wurde schließlich ein Plan ausgearbeitet, der Investitionen in insgesamt vier Standorte beinhaltet. Als Trainingszentrum für die Profimannschaft, die A- und B-Jugend des VfL wird demnach die Sportanlage Schinkelberg ausgebaut, während das Leistungszentrum für die jüngeren Jahrgänge an der Illoshöhe verbleibt, wo ebenfalls Verbesserungen durchgeführt werden. Außerdem werden die bestehenden Sportanlagen am Limberg sowie am Gretescher Weg ausgebaut, um den Vereinen und Schulen, die bisher den Schinkelberg nutzten, eine neue Heimat zu bieten. Die neue Planung wurde am 26. April 2022 vom Stadtrat beschlossen. Die Gesamtkosten aller Maßnahmen (ohne Grunderwerb) betragen 14,5 Mio. Euro, wovon 8,5 Mio. Euro auf die Stadt und 2,1 Mio. Euro auf den VfL entfallen (Stand September 2022). Die restlichen Kosten sollen vom VfL durch eine jährliche Pacht in Höhe von mindestens 120.000 Euro aufgebracht werden. Das Projekt wird in mehreren Bauabschnitten seit September 2022 umgesetzt.

### Statistiken zur ersten Mannschaft
In diesem Abschnitt werden nur ausgewählte Statistiken gezeigt. Für weitere Daten zur ersten Mannschaft, siehe VfL Osnabrück/Namen und Zahlen.

#### Kader der Saison 2025/26
(Stand: 13. August 2025)
| Nr.        | Nat.        | Spieler              | Geburtsdatum (Alter)    | Seit | letzter Verein          |
| ---------- | ----------- | -------------------- | ----------------------- | ---- | ----------------------- |
| Torhüter   |             |                      |                         |      |                         |
| 01         | Deutschland | Niklas Sauter        | 6. April 2003 (22)      | 2025 | SC Freiburg II          |
| 21         | Schweden    | Lukas Jonsson        | 21. Oktober 1992 (32)   | 2024 | Esbjerg fB              |
| 35         | Deutschland | Mats Remberg         | 29. Januar 2006 (19)    | 2016 |                         |
| Abwehr     |             |                      |                         |      |                         |
| 03         | Danemark    | Frederik Christensen | 7. Juni 2002 (23)       | 2025 | IF Brommapojkarna       |
| 04         | Turkei      | Yiğit Karademir      | 10. April 2004 (21)     | 2021 | FC Schalke 04 [Jugend]  |
| 07         | Kosovo      | Bashkim Ajdini       | 10. Dezember 1992 (32)  | 2023 | SV Sandhausen           |
| 13         | Deutschland | Kevin Schumacher     | 24. Dezember 1997 (27)  | 2025 | Hansa Rostock           |
| 17         | Deutschland | Lion Semić           | 13. September 2003 (21) | 2024 | Borussia Dortmund II    |
| 20         | Deutschland | Theo Janotta         | 18. September 2003 (21) | 2025 | Blau-Weiß Lohne         |
| 24         | Deutschland | Jannik Müller        | 18. Januar 1994 (31)    | 2025 | SV Darmstadt 98         |
| 25         | Deutschland | Niklas Wiemann       | 23. Februar 1999 (26)   | 2023 | SV Rödinghausen         |
| 27         | Deutschland | Robin Fabinski       | 26. August 2003 (21)    | 2025 | FC Rot-Weiß Erfurt      |
| 31         | Deutschland | Patrick Kammerbauer  | 11. Februar 1997 (28)   | 2025 | SC Verl                 |
| Mittelfeld |             |                      |                         |      |                         |
| 06         | Deutschland | Bryan Henning        | 16. März 1995 (30)      | 2025 | Viktoria Köln           |
| 08         | Deutschland | Robert Tesche        | 27. Mai 1987 (38)       | 2022 | VfL Bochum              |
| 15         | Danemark    | Bjarke Jacobsen      | 21. August 1993 (31)    | 2025 | SV Wehen Wiesbaden      |
| 18         | Deutschland | Lars Kehl            | 8. April 2002 (23)      | 2023 | SC Freiburg II          |
| 19         | Deutschland | Kevin Wiethaup       | 6. August 2005 (20)     | 2022 | Osnabrücker SC [Jugend] |
| 26         | Deutschland | Fridolin Wagner      | 23. September 1997 (27) | 2025 | FC Emmen                |
| 29         | Polen       | David Kopacz         | 29. Mai 1999 (26)       | 2025 | FC Ingolstadt 04        |
| Sturm      |             |                      |                         |      |                         |
| 09         | Niederlande | Nikky Goguadse       | 15. Juli 1998 (27)      | 2025 | Bremer SV               |
| 10         | Deutschland | Kai Pröger           | 15. Mai 1992 (33)       | 2025 | SSV Jahn Regensburg     |
| 11         | Deutschland | Robin Meißner        | 8. Oktober 1999 (25)    | 2025 | Dynamo Dresden          |
| 14         | Deutschland | Luc Ihorst           | 7. März 2000 (25)       | 2025 | SpVgg Unterhaching      |
| 22         | Deutschland | Bernd Riesselmann    | 5. Juli 2005 (20)       | 2022 | JFV Nordwest [Jugend]   |
| 23         | Frankreich  | Tony Lesueur         | 19. August 2000 (24)    | 2025 | 1. FC Phönix Lübeck     |
| 37         | Deutschland | Ismail Badjie        | 17. Oktober 2005 (19)   |      | Osnabrücker SC [Jugend] |

#### Wechsel der Saison 2025/26
Stand: 13. August 2025
| Zugänge | Abgänge |
| Sommer 2025 | Sommer 2025 |
| --- | --- |
| - Frederik Christensen (IF Brommapojkarna; Leihe) - Robin Fabinski (FC Rot-Weiß Erfurt) - Luc Ihorst (SpVgg Unterhaching) - Bjarke Jacobsen (SV Wehen Wiesbaden ) - Theo Janotta (Blau-Weiß Lohne) - Patrick Kammerbauer (SC Verl) - David Kopacz (FC Ingolstadt 04) - Tony Lesueur (1. FC Phönix Lübeck) - Kai Pröger (SSV Jahn Regensburg) - Bernd Riesselmann (Blau-Weiß Lohne; Leihende) - Kevin Schumacher (Hansa Rostock) - Fridolin Wagner (FC Emmen) - Kevin Wiethaup (SV Rödinghausen; Leihende) | - Kofi Amoako (VfL Wolfsburg; Leihende) - Florian Bähr (TSG 1899 Hoffenheim II) * - Timo Beermann (Karriereende) - Luca Böggemann (BSG Chemie Leipzig; Leihe) - Bastien Conus (FC Stade Lausanne-Ouchy) - Aday Ercan (Vertragsende; Ziel unbekannt) * - Dave Gnaase (Polonia Warschau) - Maxwell Gyamfi (1. FC Kaiserslautern) - Bryang Kayo (Oud-Heverlee Löwen) - Niklas Kölle (SSV Ulm 1846; Leihende) - Felix Langhammer (Hallescher FC) - Braydon Manu (PEC Zwolle; Leihende) - Marcus Müller (Holstein Kiel) - Niklas Niehoff (Holstein Kiel; Leihende) - Emeka Oduah (Kickers Emden) - Ba-Muaka Simakala (Araz-Naxçıvan PFK) - Joël Zwarts (Vertragsende; Ziel unbekannt) |
| nach Saisonbeginn | |
| - Robin Meißner (Dynamo Dresden; Leihe) | |

#### Trainerteam
| Funktion       | Name            | Geburtstag (Alter) | in Funktion seit |
| -------------- | --------------- | ------------------ | ---------------- |
| Cheftrainer    | Timo Schultz    | 26. Aug. 1977 (47) | 2025             |
| Co-Trainer     | Frithjof Hansen | 29. Nov. 1995 (29) | 2024             |
| Co-Trainer     | Ferydoon Zandi  | 26. Apr. 1979 (46) | 2025             |
| Torwarttrainer | Daniel Davari   | 6. Jan. 1988 (37)  | 2025             |
| Rehatrainer    | Tim Schütte     | 3. Sep. 1999 (25)  |                  |

Stand: 23. Juni 2025
Für die Historie der Cheftrainer, siehe VfL Osnabrück/Namen und Zahlen#Trainer.

### Zweite Mannschaft
| Saison  | Liga                        | Platz | Tore  | Punkte |
| ------- | --------------------------- | ----- | ----- | ------ |
| 2007/08 | Oberliga Nord               | 11.   | 54:43 | 48     |
| 2008/09 | Oberliga Niedersachsen West | 09.   | 53:57 | 46     |
| 2009/10 | Oberliga Niedersachsen West | 10.   | 46:46 | 37     |
| 2010/11 | Oberliga Niedersachsen      | 03.   | 77:41 | 72     |
| 2011/12 | Oberliga Niedersachsen      | 05.   | 57:40 | 47     |
| 2012/13 | Oberliga Niedersachsen      | 07.   | 59:37 | 48     |
| 2013/14 | Oberliga Niedersachsen      | 04.   | 63:41 | 46     |
| 2014/15 | Oberliga Niedersachsen      | 09.   | 54:54 | 44     |
| 2015/16 | Oberliga Niedersachsen      | 08.   | 51:48 | 42     |
| 2016/17 | Oberliga Niedersachsen      | 04.   | 39:28 | 50     |

Bis 2017 gab es als Bindeglied zwischen dem Jugend- und dem Profibereich eine U-21-Mannschaft („zweite Mannschaft“ des VfL). In der Spielzeit 2009/10 hatte das Team in der Oberliga Niedersachsen West den zehnten Platz belegt und sich anschließend über die Relegation für die eingleisige Oberliga Niedersachsen qualifiziert, in der es seit 2010 spielte. Trainer der Mannschaft war zuletzt Marko Tredup. Zum Ende der Saison 2016/17 wurde durch den VfL die Auflösung der U 21 bekanntgegeben. Offiziell wurde dies damit begründet, dass man den Jugend- besser mit dem Profibereich verzahnen und die Durchlässigkeit für junge Spieler erhöhen wolle. Inoffiziell werden jedoch finanzielle Gründe als ausschlaggebend für diesen Schritt angenommen. Statt einer zweiten Mannschaft, die am Ligabetrieb teilnimmt, setzt man seither auf einen Perspektivkader.

### Jugendbereich
| Saison  | Liga                      | Platz | Tore  | Punkte |
| ------- | ------------------------- | ----- | ----- | ------ |
| 2003/04 | Bundesliga (Nord/Nordost) | 13.   | 26:59 | 20     |
| 2004/05 | Regionalliga Nord         | 01.   | 84:29 | 53     |
| 2005/06 | Bundesliga (Nord/Nordost) | 12.   | 41:89 | 21     |
| 2006/07 | Regionalliga Nord         | 03.   | 62:39 | 52     |
| 2007/08 | Regionalliga Nord         | 01.   | 74:35 | 59     |
| 2008/09 | Bundesliga (Nord/Nordost) | 11.   | 39:38 | 30     |
| 2009/10 | Bundesliga (Nord/Nordost) | 08.   | 41:48 | 32     |
| 2010/11 | Bundesliga (Nord/Nordost) | 06.   | 48:48 | 44     |
| 2011/12 | Bundesliga (Nord/Nordost) | 07.   | 35:42 | 36     |
| 2012/13 | Bundesliga (Nord/Nordost) | 04.   | 38:28 | 44     |

| Saison | Liga                      | Platz          | Tore           | Punkte         |
| --- | ------------------------- | -------------- | -------------- | -------------- |
| 2013/14 | Bundesliga (Nord/Nordost) | 13.            | 37:57          | 22             |
| 2014/15 | Regionalliga Nord         | 02.            | 81:26          | 61             |
| 2015/16 | Regionalliga Nord         | 01.            | 80:17          | 62             |
| 2016/17 | Bundesliga (Nord/Nordost) | 05.            | 47:46          | 35             |
| 2017/18 | Bundesliga (Nord/Nordost) | 09.            | 43:60          | 30             |
| 2018/19 | Bundesliga (Nord/Nordost) | 14.            | 17:63          | 09             |
| 2019/20 | Regionalliga Nord         | 01.            | 51:18          | ⌀ 2,41 *       |
| 2020/21 | Bundesliga (Nord/Nordost) | nicht gewertet | nicht gewertet | nicht gewertet |
| 2021/22 | Bundesliga (Nord/Nordost) | 16.            | 21:41          | 19             |
| 2022/23 | Regionalliga Nord         | 01.            | 60:21          | 60             |
| * Saisonabbruch im Mai 2020. Da die Teams zu diesem Zeitpunkt unterschiedlich viele Spiele absolviert hatten, wurde der finale Tabellenstand nach der durchschnittlichen Punktzahl pro Spiel berechnet. |                           |                |                |                |

Der VfL betreibt unter Leitung von Alexander Ukrow ein Nachwuchsleistungszentrum für Jugendspieler, das mit den acht Mannschaften U 11, U 12, U 13, U 14, U 15, U 16, U 17 und U 19 alle Altersklassen zwischen der E-Jugend und der A-Jugend abdeckt. Die Teams ab der U 16 aufwärts wurden 2013 mit in die VfL Osnabrück GmbH und Co. KGaA ausgegliedert. Die Qualität des Leistungszentrums wurde 2019 von der Agentur Double PASS mit zwei von drei möglichen Sternen bewertet.
Die U 19 des VfL Osnabrück stieg in der Saison 2003/04 aus der neu gegründeten A-Junioren-Bundesliga (Staffel Nord/Nordost) in die A-Junioren-Regionalliga Nord ab. Nach dem Wiederaufstieg 2005 erfolgte 2006 der nächste Abstieg. Zur Saison 2008/09 erfolgte der erneute Aufstieg, diesmal wurde die Klasse gehalten. Die bisher beste Platzierung in der Bundesliga konnte in der Saison 2012/13 mit dem 4. Platz erreicht werden.
2014 kam unter Trainer Joe Enochs der erneute Abstieg. 2015 übernahm Daniel Thioune den Trainerposten. Nach zwei Regionalliga-Saisons wurde ab 2016/17 wieder erstklassig gespielt. Ab 2017 wurde das Team von Marko Tredup gecoacht. 2018/19 erfolgte als Tabellenletzter erneut der Abstieg aus der Bundesliga. Zur Saison 2019/20 wurde Florian Fulland neuer Trainer der U 19. Da die Saison der Juniorenligen aufgrund der COVID-19-Pandemie im Mai 2020 abgebrochen worden war, stand der zu diesem Zeitpunkt erstplatzierte VfL vorzeitig als Wiederaufsteiger in die Bundesliga fest. Die Saison 2020/21 wurde, ebenfalls aufgrund der Pandemie, nach wenigen Spieltagen abgebrochen und nicht gewertet. In der Saison 2021/22 wechselte Trainer Fulland während der laufenden Saison zur ebenfalls erstklassigen U 19 von Arminia Bielefeld. Unter Fullands Nachfolger Kristopher Fetz erreichte die Mannschaft den 16. Tabellenplatz und musste erneut den Gang in die Zweitklassigkeit antreten.
Am 11. Juni 2023 feierte die U 19 des VfL Osnabrück den direkten Wiederaufstieg in die Bundesliga. Die Mannschaft gewann im entscheidenden Spiel gegen den JFV Lübeck nach einem 0:1-Rückstand mit 3:1 und sicherte sich so den Aufstieg für die Saison 2023/24.

### Größte Vereinserfolge

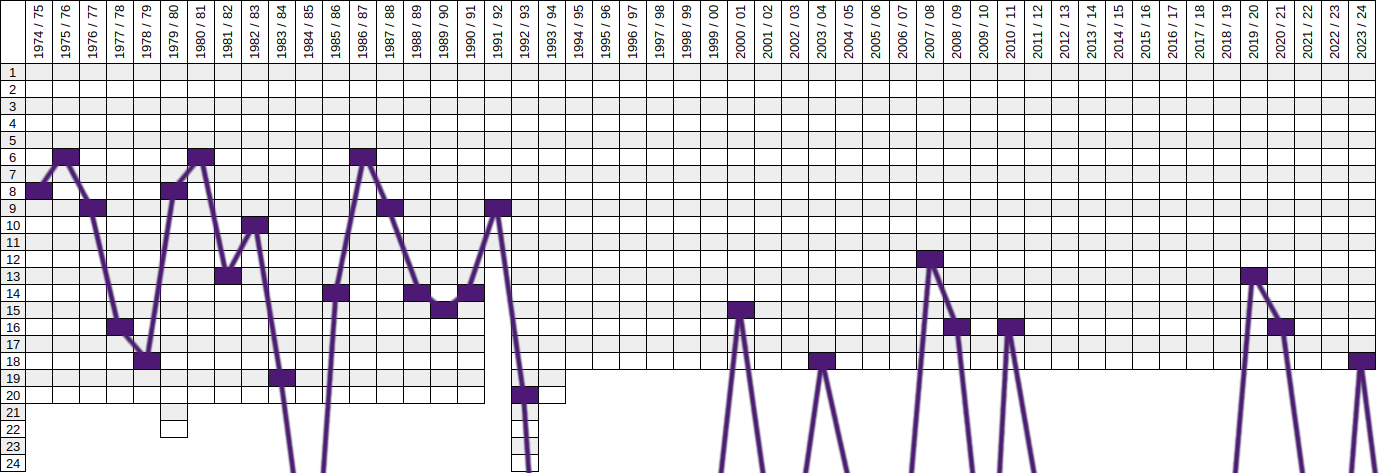
Endplatzierung in der 2. Bundesliga

- Endrunde zur deutschen Meisterschaft 1939, 1940, 1950 und 1952
- Gewinner des Nordpokals 1958
- Meister der Regionalliga Nord 1969, 1970 und 1971
- Meister der Oberliga Nord 1985
- Deutscher Amateurmeister 1995
- Meister der Regionalliga Nord 1999
- Meister der Regionalliga Nord 2000 (und Aufstieg in die 2. Bundesliga)
- Vizemeister der Regionalliga Nord 2003 und 2007 (und Aufstieg in die 2. Bundesliga)
- Meister der 3. Liga 2010 und 2019 (und Aufstieg in die 2. Bundesliga)
- NFV-Pokalsieger 2005, 2013, 2015, 2017, 2023
- Ewige Tabelle der 2. Fußball-Bundesliga: Platz 11
- Der VfL hat unter jenen Vereinen, die nie in der 1. Bundesliga spielten, die meisten Spielzeiten in der 2. Bundesliga (26 Spielzeiten).

### Bekannte ehemalige Spieler
- Matthias Billen: Beim VfL von 1936 bis 1948, absolvierte ein A-Länderspiel am 27. September 1936 gegen Luxemburg.
- Horst Borcherding: Torhüter von 1956 bis 1963, absolvierte zuvor drei Länderspiele für das damals eigenständige Saarland
- Ansgar Brinkmann: Mittelfeldspieler (von 1987 bis 1990 und 2000 bis 2001 in Osnabrück), ehemaliger Bundesligaprofi für Eintracht Frankfurt und Arminia Bielefeld.
- Uwe Brunn: Torhüter von 1991 bis 2003. Publikumsliebling, sicherte mit seiner Parade im Elfmeterschießen gegen den 1. FC Union Berlin den Aufstieg in die 2. Bundesliga im Jahr 2000.
- Joe Enochs: 1996 bis 2008 absolvierte er 376 Spiele für den VfL und ist damit Rekordspieler des Vereins, ein Länderspiel für USA, Namensgeber der örtlichen Joe Enochs Sportsbar sowie der Joe Enochs Kindertribüne im Stadion an der Bremer Brücke, von 2015 bis 2017 Cheftrainer des VfL.
- Everson: Spielte in der Saison 2001/02 beim VfL, danach unter anderem bei Benfica Lissabon. Absolvierte zwei Champions-League-Spiele für Benfica.
- Heinz Flotho: Torwart beim VfL von 1933 bis 1942 und von 1946 bis 1949, absolvierte ein A-Länderspiel am 27. September 1936 gegen Luxemburg.
- Erich Gleixner: Stürmer beim VfL von 1947 bis 1956, Olympiateilnehmer 1952, absolvierte 210 Punktspiele und schoss 25 Tore für Osnabrück.
- Heikko Glöde: Stürmer beim VfL von 1986 bis 1990, dreimal in Serie 1988–1990 bester Osnabrücker Torschütze, absolvierte insgesamt 146 Zweitligaspiele und erzielte 55 Tore für den VfL
- Hans Haferkamp: Beim VfL von 1948 bis 1956, absolvierte vier Länderspiele, davon zweimal gegen die Türkei und je einmal gegen Österreich und Luxemburg, wobei er ein Tor erzielte.
- Jimmy Hartwig: Beim VfL 1973/74, zwei Länderspiele, 244 Bundesligaspiele für 1860 München, den Hamburger SV, den 1. FC Köln und den FC Homburg, 9 UEFA-Pokalspiele für den 1. FC Köln, Deutscher Meister 1979, 1982 und 1983, Sieger im Europapokal der Landesmeister 1983.
- Elias Kachunga: Stürmer bei Huddersfield Town, spielte 2012 für den VfL.
- Kevin Kampl: Slowenischer Nationalspieler, spielte während der Saison 2011/12 für den VfL.
- Ralf Heskamp: 1983 bis 1992 beim VfL, 236 Ligaspiele für Osnabrück.
- Erwin Kostedde: 1982/83 beim VfL, drei Länderspiele als erster farbiger Nationalspieler Deutschlands. Tor des Jahres 1974, Torschützenkönig 1974 in der Ligue 1, 219 Bundesligaspiele (98 Tore) für Kickers Offenbach, Borussia Dortmund, Werder Bremen, Hertha BSC und MSV Duisburg.
- Udo Lattek: 1962 bis 1965 in Osnabrück, danach erfolgreichster Trainer Deutschlands.
- Paul Linz: 33-maliger Bundesligaprofi, 1985 bis 1988 beim VfL.
- Ronald Maul: 1990 bis 1995 bei Osnabrück, zweimaliger deutscher Nationalspieler, Bundesligaprofi bei Hansa Rostock und dem Hamburger SV.
- Herbert Mühlenberg: 1974 bis 1978 beim VfL, 162 Punktspiele (64 Tore), Trainer beim VfL.
- Alexander Nouri: 2004 bis 2008 beim VfL, 93 Pflichtspiele, 9 Tore. Danach Bundesligatrainer bei Werder Bremen.
- Timo Ochs: 2003/04 in Osnabrück, als Torwart für Red Bull Salzburg im UEFA-Pokal und der Champions-League-Qualifikation eingesetzt.
- Patrick Owomoyela: 2001/02 beim VfL, deutscher Nationalspieler, Bundesligaprofi für Arminia Bielefeld, Werder Bremen und Borussia Dortmund.
- Günter Pröpper: 1964 bis 1968 beim VfL, 89 Spiele, 57 Tore.
- Nazim Sangaré: Verteidiger beim VfL in der Saison 2016/2017, türkischer Nationalspieler.
- Gerd-Volker Schock: 1974 bis 1979 bei Osnabrück, 205 Spiele, 95 Tore.
- Theo Schönhöft: Aktiv in Osnabrück von 1952 bis 1962, entdeckt von Hans Haferkamp, deutscher Nationalspieler.
- Burkhard Segler: Stürmte von 1972 bis 1973 in Osnabrück und erzielte in 32 Spielen 24 Tore für den VfL. Er spielte danach beim FC Bayern München und bei Borussia Dortmund.
- Uwe Seiler: Torhüter beim VfL von 1975 bis 1990 (249 absolvierte Punktspiele).
- Daniel Thioune: 1996 bis 2002 Spieler beim VfL, 161 Spiele, 60 Tore. Ab 2014 Jugendtrainer im VfL, 2017 bis 2020 Cheftrainer der Profimannschaft.
- Addi Vetter: 1936 bis 1940 und 1946 bis 1954 beim VfL, dreimal in Folge Torschützenkönig der Oberliga Nord.
- Andreas Wallenhorst: Abwehrspieler beim VfL von 1987 bis 1990.
- Claus-Dieter Wollitz: 1989 bis 1993 beim VfL, 2004 bis 2009 und 2012 bis 2013 als Trainer beim VfL.
- Simon Zoller: Stürmer beim VfL in der Saison 2013/2014.

### Sponsoren und Ausrüster
Seit 2016 ist das Unternehmen Infront Sports & Media Vermarktungspartner des VfL.

#### Trikotsponsoren
Seit 1973 hatte der VfL folgende Trikotsponsoren:
| Zeitraum                      | Sponsor                           | Branche/Produkt                 |
| ----------------------------- | --------------------------------- | ------------------------------- |
| 1973–1974 1988–1995           | Piepenbrock                       | Gebäudedienstleister            |
| 1974–1975                     | Ihr Platz                         | Drogerie                        |
| 1977–1979                     | FGO-Markt                         | Fachhandel für Gebäudereinigung |
| 1979–1981 1982–1983           | Contrakt-Bau-Brink (CBB)          | Bauunternehmen                  |
| 1981–1982 1983–1985 1995–1996 | Planol Chemie                     | Reinigungsmittel                |
| 1985–1988                     | Feistel Feuerwerk                 | Feuerwerk                       |
| 1996–2001 2004–2009 2016–2017 | Herforder                         | Bierbrauerei                    |
| 2001–2002 2011–2012           | Kaffee Partner                    | Kaffeeautomaten                 |
| 2002–2004                     | pgam                              | Automobilzulieferer             |
| 2009–2011 2015–2016           | Sparkasse Osnabrück               | Bank                            |
| 2012–2014                     | Coffee Perfect                    | Kaffeeautomaten                 |
| 2014–2015                     | Slogan „Wir sind die Osnabrücker“ | mehrere Einzelsponsoren         |
| 2017–2018                     | TEDi                              | Einzelhandel                    |
| 2018–2021                     | sunmaker                          | Online-Wetten                   |
| 2021–                         | SO-TECH                           | Möbeltechnik                    |

#### Ausrüster
Seit 1975 hatte der VfL folgende Ausrüster:
- 1975–1979, 1980–1981, 1994–1995, 2013–2018: Adidas
- 1979–1980, 1981–1992, 2007–2013, 2018–2022: Puma
- 1992–1993, 2001–2007: Uhlsport
- 1993–1994, 1995–1998: Diadora
- 1998–2001: Nike
- 2022–2023: Umbro
- seit 2023: Capelli Sport

### Rivalitäten und Fanfreundschaften

#### Rivalitäten
Spiele gegen die großen Vereine aus Westfalen und dem Weser-Ems-Gebiet wie SV Meppen, Preußen Münster, Arminia Bielefeld, SC Paderborn 07 und VfB Oldenburg gelten aufgrund der räumlichen Nähe zu Osnabrück seit jeher als brisant. Sie werden häufig als Risikospiele eingestuft und von einer großen Anzahl an Polizeikräften begleitet.
Besonders bei Derbys gegen Preußen Münster kam es immer wieder zu Auseinandersetzungen zwischen Anhängern aus dem Osnabrücker und Münsteraner Fanlager. Den „Höhepunkt“ erreichte diese Entwicklung am 10. September 2011, als ein Münsteraner Ultra-Fan einen Sprengsatz beim Spiel in der Osnatel-Arena zündete und damit 33 Menschen verletzte. Hierfür wurde er vom Landgericht Osnabrück zu fünf Jahren Haft verurteilt – die höchste Strafe in Deutschland im Zusammenhang mit Fußball seit 1998.
Auseinandersetzungen zwischen den Fans waren in den Derbys der letzten Jahre jedoch eher die Ausnahme als die Regel. Die Rivalität zwischen Arminia Bielefeld, Preußen Münster und dem VfL Osnabrück wird auch im Dokumentarfilm Im Derby-Dreieck thematisiert. Für die Dreharbeiten wurde die Mannschaft des VfL während der Saison 2014/15 von einem Kamerateam begleitet.

#### Fanfreundschaften
Freundschaften zu anderen Vereinen, die von einer breiten Mehrheit des Fanlagers mitgetragen werden, existieren in Osnabrück momentan nicht. Innerhalb der Ultraszene werden jedoch gute Kontakte zum schwedischen Erstligisten Djurgårdens IF gepflegt. Nach dem Spiel des VfL beim FC Energie am 13. März 2011 gab es außerdem eine lose Sympathie zwischen Osnabrücker und Cottbuser Fans: Nach einer schweren Verletzung des Osnabrücker Stürmers Flamur Kastrati forderten Spieler und Fans beider Vereine den Abbruch der Partie. Als der Schiedsrichter dem nicht nachkam, hielten die Mannschaften zusammen und boykottierten den Rest.

## Basketball
Beim VfL Osnabrück wurde seit den 1950er-Jahren, von Kindern und Jugendlichen sowie Damen und Herren, sehr erfolgreich Basketball gespielt.
Der erste bedeutende Erfolg der Herren war 1959 die Meisterschaft in der damals erstklassigen Oberliga Nord (incl. Berlin) und die damit verbundene Qualifikation zur Endrunde um die deutsche Basketballmeisterschaft. In den Spielzeiten 1964/65 und 1965/66 wurde das VfL-Team jeweils erneut Tabellenerster der Oberliga Nord. 1964/65 gelang in der Endrunde um die deutsche Basketballmeisterschaft die Qualifikation für das Endspiel um die deutsche Meisterschaft in Heidelberg. Im Finale gegen den MTV Gießen (68:69) erreichte der VfL in einem erstklassigen und spannenden Spiel die Vizemeisterschaft 1964.
1966 wurde vom Deutschen Basketball Bund (DBB) die Basketball-Bundesliga gegründet. In der Basketball-Bundesliga erspielten die semiprofessionellen „Meister-Teams“ des VfL Osnabrück in der Zeit von 1966 bis 1970 ihre großen Erfolge. Die VfL-Teams wurden 1967 (in Oberhausen gegen den ATV Düsseldorf, 86:74) erster Pokal-Meister des DBB und 1969, mit Headcoach Miloslav Kříž, Deutscher Basketball-Meister (in Gießen gegen den MTV Gießen, 69:76).
Die Bundesliga-Basketballer des VfL Osnabrück nahmen vier Mal an einem Europapokal-Wettbewerb der FIBA teil. Sie trainierten und spielten in der Osnabrücker Schloßwallhalle, ihre Trikotfarben waren gelb-schwarz.
Ständige VfL-Stammspieler in der Erfolgsperiode der Basketball-Bundesliga und somit an allen bedeutenden Erfolgen beteiligt waren fünf VfLer: der vielfache, aus Koblenz stammende A-Nationalspieler Klaus Weinand, der aus Palästina stammende syrische Nationalspieler Rassem Yahya, der Dortmunder Wilfried 'Wiwi' Böttger sowie die aus der eigenen VfL-Jugend stammenden Egon Homm und Ingbert 'Koppi' Koppermann.
1973 wurde der gesamte Basketballspielbetrieb beim VfL eingestellt. Nachdem zwei Jahrzehnte lang kein Basketball mehr beim VfL gespielt wurde, trainierte seit Mitte der 1990er-Jahre wieder eine Herren-Freizeitmannschaft. Sie bestand aus Maxi-Basketballern, zu denen jedoch keine ehemaligen Bundesligaspieler zählten, und spielte in der Senioren-Kreis-Liga. Einige der Spieler nahmen, in Spielgemeinschaften mit anderen Vereinen, an den jährlich im Monat Mai deutschlandweit ausgespielten Bundesbestenspiele Basketball des DBB teil.
Der Spielbetrieb der erst in den 1990er-Jahren reaktivierten Basketballabteilung des VfL wurde Mitte 2016 aus Altersgründen wieder eingestellt.

### Vereinserfolge
- Deutscher Meister: 1969
- DBB-Pokalsieger: 1967
- Deutscher Vizemeister: 1965, 1967, 1968
- DBB-Pokalfinalist: 1969, 1970
- Meister der Oberliga Nord: 1959, 1965, 1966

### A-Nationalspieler aus der eigenen VfL-Jugend
- Rolf Dieter
- Helmut Gerhardus
- Egon Homm
- Volker Jarré
- Ingbert Koppermann
- Eckhard Meyer
- Harald Rupp

## Tischtennis
Die Tischtennisabteilung wurde 1935 gegründet und nach dem Zweiten Weltkrieg neu aufgebaut. Bereits seit den 1950er-Jahren gehörte der VfL im Herren-Bereich zu den stärksten Mannschaften in Niedersachsen. Die Mannschaft spielte seit 1954 häufig im Vorderfeld der Oberliga Nord, der damals höchsten deutschen Spielklasse, mit. 1966 konnte man nicht nur den Nordtitel gewinnen und sich damit für die neugegründete Tischtennis-Bundesliga qualifizieren, sondern durch einen 9:7-Finalsieg gegen den SV Moltkeplatz Essen in der Aufstellung Hans Micheiloff, Ernst Gomolla, Herbert Gomolla, Lutz Wolf, Reinhard Michel und Helmut Sandmann (1944–2019) auch erstmals den deutschen Meistertitel an die Hase holen. Zwei Jahre später gelang der Coup erneut: Opernsänger Micheiloff, Youngster Bernt Jansen (inzwischen vom Lokalrivalen Osnabrücker TB gekommen), die Gomolla-Zwillinge, Reinhard Michel sowie Dieter Lippelt und Karl-Heinz Dependahl sicherten sich am vorletzten Spieltag durch einen 9:7-Erfolg gegen DJK TuSA 06 Düsseldorf den zweiten deutschen Meistertitel. Die 1200 Zuschauer in Osnabrück bedeuten damals Bundesligarekord. Im Folgejahr lief es nicht so gut für die Niedersachsen, dafür konnte man sich aber im DTTB-Pokal schadlos halten. Nachdem in den 1960er-Jahren bereits dreimal das Pokalfinale erreicht aber stets verloren worden war, gelang dem Team um Jansen, der gerade in München Vizeweltmeister mit der deutschen Nationalmannschaft geworden war nun ein sicherer 5:1-Finalerfolg gegen die Düsseldorfer Borussen, bei denen mit Eberhard Schöler ebenfalls ein Vizeweltmeister spielte.
1970 gelang noch einmal die Vizemeisterschaft hinter Borussia Düsseldorf, doch dann wechselte Bernt Jansen zu Hertha BSC und die Osnabrücker Herrlichkeit war vorbei, 1972 musste die Mannschaft in die Oberliga absteigen. Dort wurde das Team zwar 1973 und 1974 Meister, musste sich aber zweimal mit Platz drei in der Aufstiegsrunde begnügen (1973 hinter dem 1. FC Saarbrücken und Blau-Weiß Datteln, 1974 hinter dem TTV Metelen und dem TTC Remlingen). 1975 gelang dann endlich der Wiederaufstieg, aber der sofortige Abstieg folgte. Als die Mannschaft nach den Abgängen von mehreren Leistungsträgern dann auch in der Oberliga Nord den freien Fall nicht aufhalten konnte und als Neunter sofort nach unten durchgereicht wurde, verließen alle Spieler der ersten Herrenmannschaft den Verein.
Im Jahr des ersten Meistertitels der Herren, 1966, gelang auch den Damen der Aufstieg in die Oberliga Nord. Star der Mannschaft war bereits damals die erst 16-jährige Brigitte Scharmacher (neben ihrer Mutter Grete Scharmacher, Margot Mahlke, Bärbel Junkmann und Exeriede). Mit ihr als Spitzenspielerin konnten sich die VfL-Damen bald in der Spitzengruppe etablieren und gehörten dann 1972 zu den vier Mannschaften aus der Oberliga Nord, die sich für die neugeschaffene zweigleisige Damen-Bundesliga qualifizierten. Die erste Saison in der Bundesliga Nord/West schlossen „Püppi“ Scharmacher, Monika Kneip, Margot Mahlke und Marianne Meyer als Staffelsiegerinnen ab und qualifizierten sich damit für das Finale um die deutsche Mannschaftsmeisterschaft gegen die Post SG Stuttgart. Dieses wurde mit 6:2 gewonnen, so dass die Damenmannschaft nach den beiden Erfolgen der Herren für den dritten nationalen Mannschaftsmeistertitel binnen sieben Jahren sorgte. Als 1975 die eingleisige Damen-Bundesliga eingeführt wurde, hatte der VfL als Fünfter die direkte Qualifikation knapp verpasst, hätte sich aber noch über zwei Ausscheidungsrunden qualifizieren können. Diese Aussicht war den beiden Topspielerinnen zu ungewiss, so dass Brigitte Scharmacher (zum DSC Kaiserberg) und Monika Kneip (zu Weiß-Rot-Weiß Kleve) den Verein verließen. In der Erkenntnis, ohne diese beiden nicht konkurrenzfähig zu sein, zog der VfL Osnabrück daraufhin seine Mannschaft aus den überregionalen Klassen zurück.
Heutzutage spielt der VfL mit Damen- und Herrenmannschaften in der Bezirksliga. Die Abteilung unter Leitung von Ralf Wöstmann hatte im November 2022 eine Größe von rund 50 Mitgliedern.
Vereinserfolge
- Deutscher Mannschaftsmeister der Herren
  - 1966: Hans Micheiloff, Ernst Gomolla, Herbert Gomolla, Lutz Wolf, Reinhard Michel, Helmut Sandmann, Manfred Keller, Karl-Heinz Dependahl
  - 1968: Bernt Jansen, Hans Micheiloff, Ernst Gomolla, Herbert Gomolla, Dieter Lippelt, Karl-Heinz Dependahl
- Deutscher Pokalmeister der Herren
  - 1969: Bernt Jansen, Ernst Gomolla, Hans Micheiloff
- Deutscher Mannschaftsmeister der Damen
  - 1973: Brigitte Scharmacher, Monika Kneip, Margot Mahlke, Marianne Meyer

## Schwimmen
Früher war die Schwimmabteilung des VfL zusammen mit dem Osnabrücker SC und dem SSC Dodesheide als Startgemeinschaft Osnabrück (SGO) organisiert. Da sich der VfL im Schwimmbereich zukünftig vermehrt auf den Leistungssport konzentrieren will, hat er sich 2018 aus der Startgemeinschaft gelöst und lässt seine Schwimmsportler seitdem unter dem eigenen Vereinswappen antreten. Die Schwimmabteilung zählt rund 900 Mitglieder, Abteilungsleiter ist Harry Krogull (Stand 20. November 2022).

## Fanabteilung

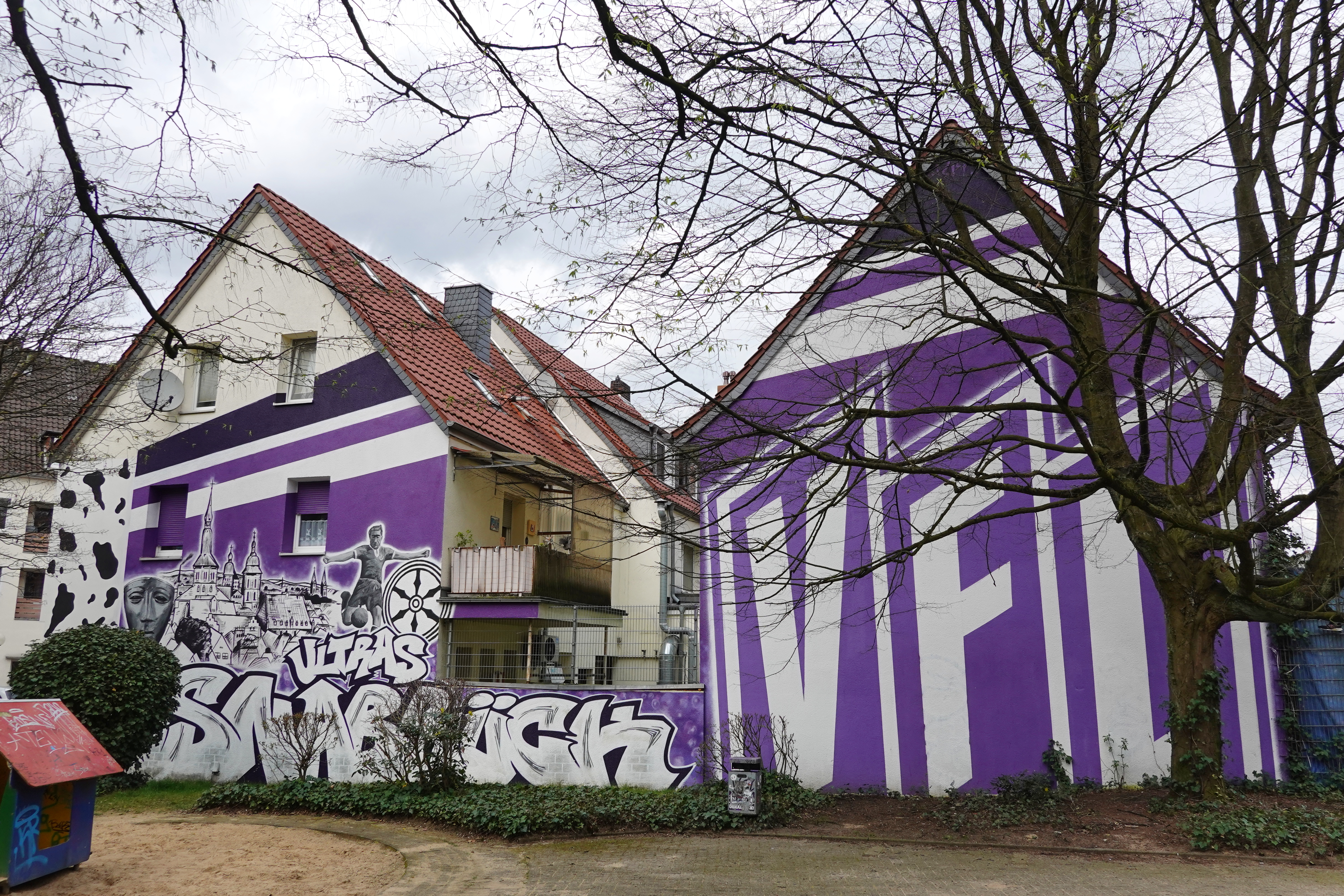
Graffiti Lohstraße/Jakobistraße

Seit 2013 gibt es eine Fanabteilung, welche die Faninteressen im Verein vertritt. Sie diskutiert außerdem über die Vereinspolitik des VfL und Fankultur im Allgemeinen und organisiert Fahrten zu Auswärtsspielen der Profifußballmannschaft. Mitglieder der Fanabteilung sind Teil verschiedener Gremien des Vereins. Zum 20. November 2022 zählte die Fanabteilung unter Leitung von Benjamin Wischmeyer rund 500 Mitglieder.